# 미국 1달러 주화
달러(Dollar)는 미국의 1달러 주화로 1794년 실버 달러가 처음 주조된 이래 금과 은, 비금속(卑金屬)으로 주조되었다.
'실버 달러(Silver dollar)'는 대개 은색 금속으로 만든 1달러 주화를 부르는 이름으로 쓰며 금색 금속으로 만든 1달러 주화는 '골든 달러(Golden dollar)'라고 부른다. '새커거위아 달러'와 '대통령 달러'는 금이 아닌 다른 금속으로 주조했지만 주화가 금색 빛을 띠기 때문에 골든 달러라고 부른다.
미국은 1971년부터 1달러 지폐를 주화로 대체하기 위한 시도를 여러 차례 실시했지만 1달러 주화는 대부분 미국에서 쓰이지 않았다. 이 때문에 미국 조폐국은 2011년 12월 11일 이후로 일반 유통 목적의 1달러 주화 발행을 중단했으며 주화수집 목적으로만 발행한다. 2012년에 미국 조폐국의 한 관계자는 지난 5년간 발행한 24억 달러어치의 1달러 주화가 유통되지 않은 채 연방준비제도의 금고에 있다고 밝혔다. 대부분의 선진국에서는 비슷한 단위의 화폐로는 지폐가 없고 주화만 있어 주화가 많이 쓰이는데, 미국 정부는 1달러 지폐를 없애려 한 적이 없었다. 2011년에 미국 회계 감사원은 달러 지폐를 없애고 달러 주화만 발행한다면 30년간 55억 달러에 이르는 화폐 주조세를 얻을 수 있다는 조사 결과를 내놓았다.

## 도안 목록
| 은화 - 플로잉 헤어 달러(Flowing Hair dollar): 1794년~1795년 - 드레이프드 버스트 달러(Draped Bust dollar): 1795년~1803년 - 드레이프드 버스트 달러, 작은 독수리: 1795년~1798년 - 드레이프드 버스트 달러, 문장에 그려진 독수리: 1798년~1803년, 1804년 - 고브렉트 달러(Gobrecht dollar): 1836년~1839년 - 시티드 리버티 달러(Seated Liberty dollar): 1840년~1873년 - 시티드 리버티 달러, 문구 없음: 1840년~1865년 - 시티드 리버티 달러, 문구 있음: 1866년~1873년 - 트레이드 달러(Trade dollar): 1873년~1878년(유통용, 프루프), 1879년~1885년(프루프) - 모건 달러(Morgan dollar): 1878년~1904년, 1921년 - 피스 달러(Peace dollar): 1921년~1935년 - 피스 달러, 고부조: 1921년 - 피스 달러, 저부조: 1922년~1928년, 1934년~1935년 - 아메리칸 실버 이글(American Silver Eagle): 1986년~현재(지금형) | 금화 - 리버티 헤드(Liberty Head): 1849년~1854년 - 인디언 헤드(Indian Head): 1854년~1889년 - 인디언 헤드, 소형 주화: 1854년~1856년 - 인디언 헤드, 대형 주화: 1856년~1889년 백동화 - 아이젠하워 달러(Eisenhower dollar): 1971년~1974년, 1977년~1978년 - 아이젠하워 달러, 미국 독립 200주년 기념: 1975년~1976년(발행 연도는 1976년으로 표기) - 수전 B. 앤서니 달러(Susan B. Anthony dollar): 1979년~1981년, 1999년 망간·황동화 - 새커거위아 달러(Sacagawea dollar, 흰머리수리 뒷면): 2000년~2008년 - 새커거위아 달러(미국의 원주민 시리즈 뒷면): 2009년~현재 - 대통령 달러(Presidential dollar): 2007년~2016년, 2020년 - 미국의 혁신 달러(American Innovation dollar): 2018년~2032년 |

1. 1 2 3 4  유통 목적으로 발행하지 않음.
2. ↑  2002년부터 유통 목적으로 발행하지 않음.
3. ↑  2012년부터 유통 목적으로 발행하지 않음.
4. ↑  2011년부터 유통 목적으로 발행하지 않음.

## 갤러리

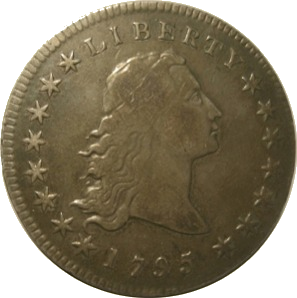
플로잉 헤어 달러 앞면
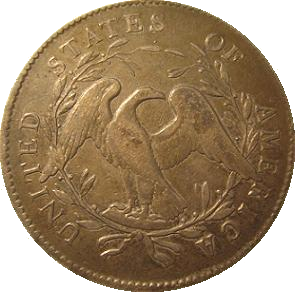
플로잉 헤어 달러 뒷면
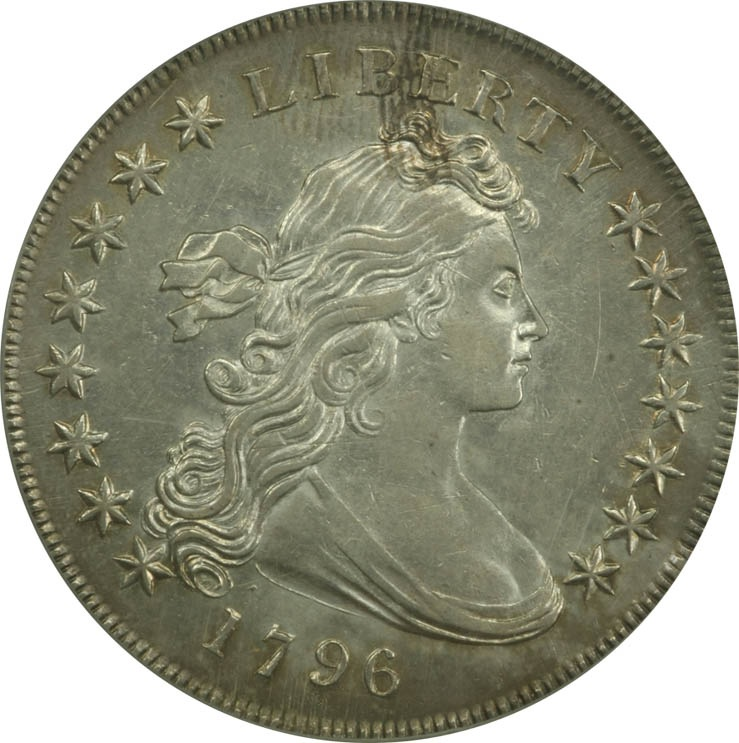
드레이프드 버스트 달러 앞면
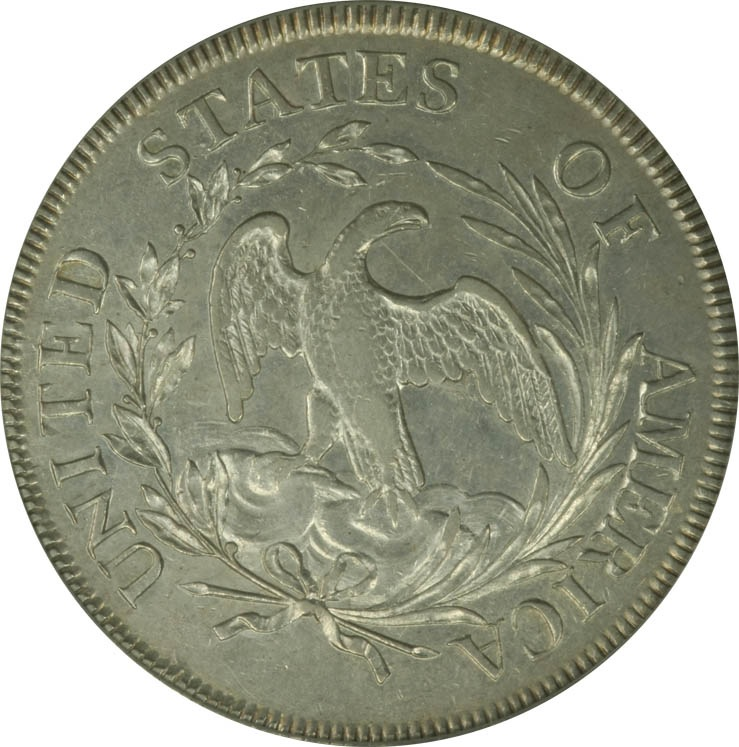
드레이프드 버스트 달러,작은 독수리 뒷면
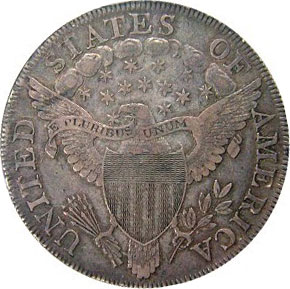
드레이프드 버스트 달러, 문장에 그려진 독수리 뒷면
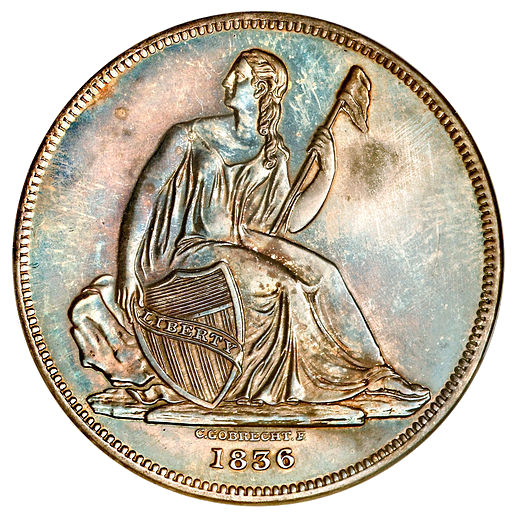
고브렉트 달러 앞면
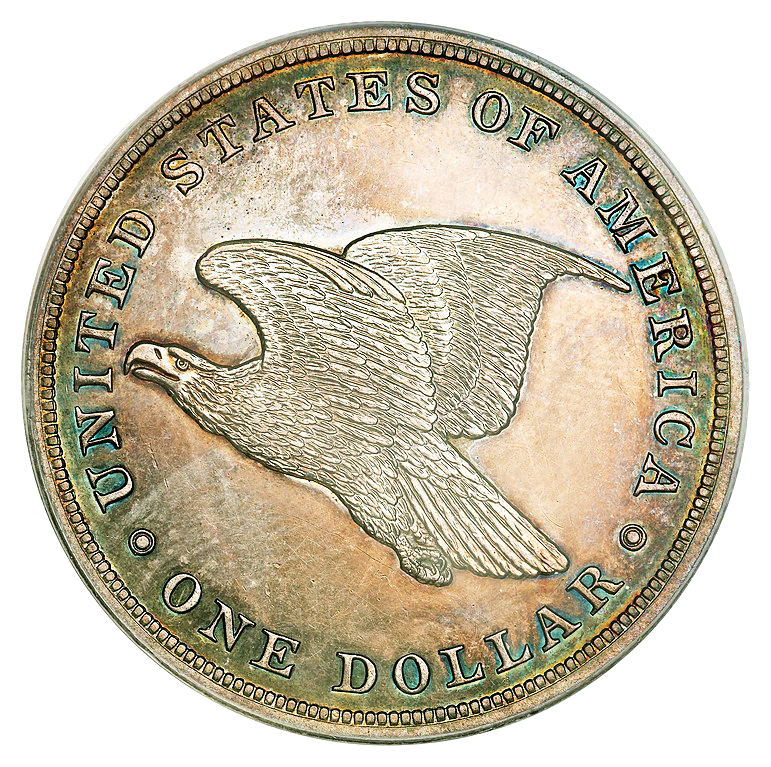
고브렉트 달러 뒷면
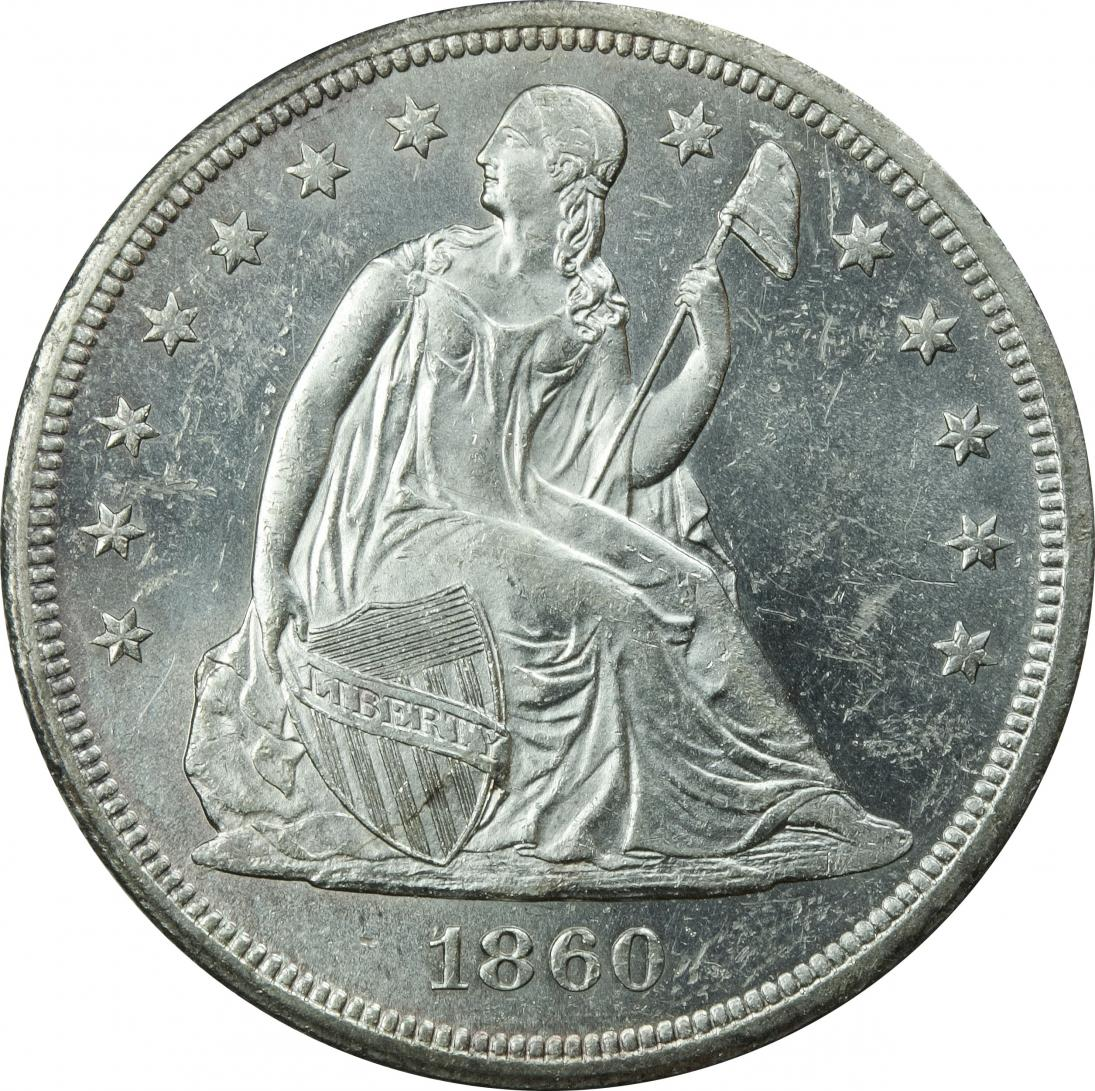
시티드 리버티 달러 앞면
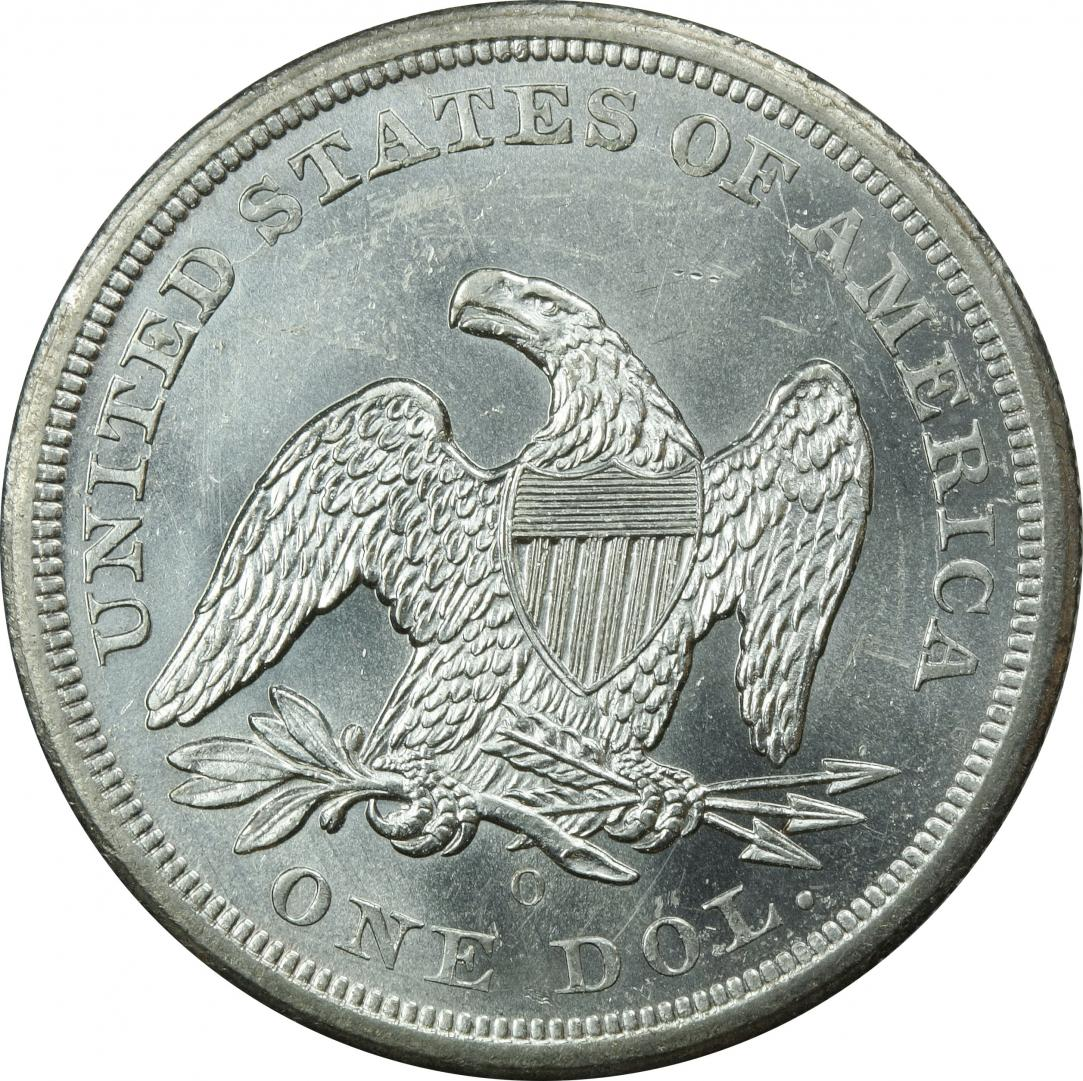
시티드 리버티 달러, 문구 없음 뒷면
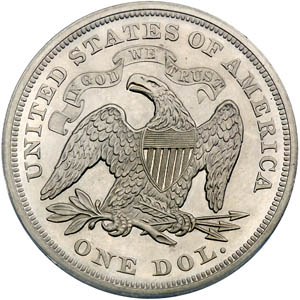
시티드 리버티 달러, 문구 있음 뒷면
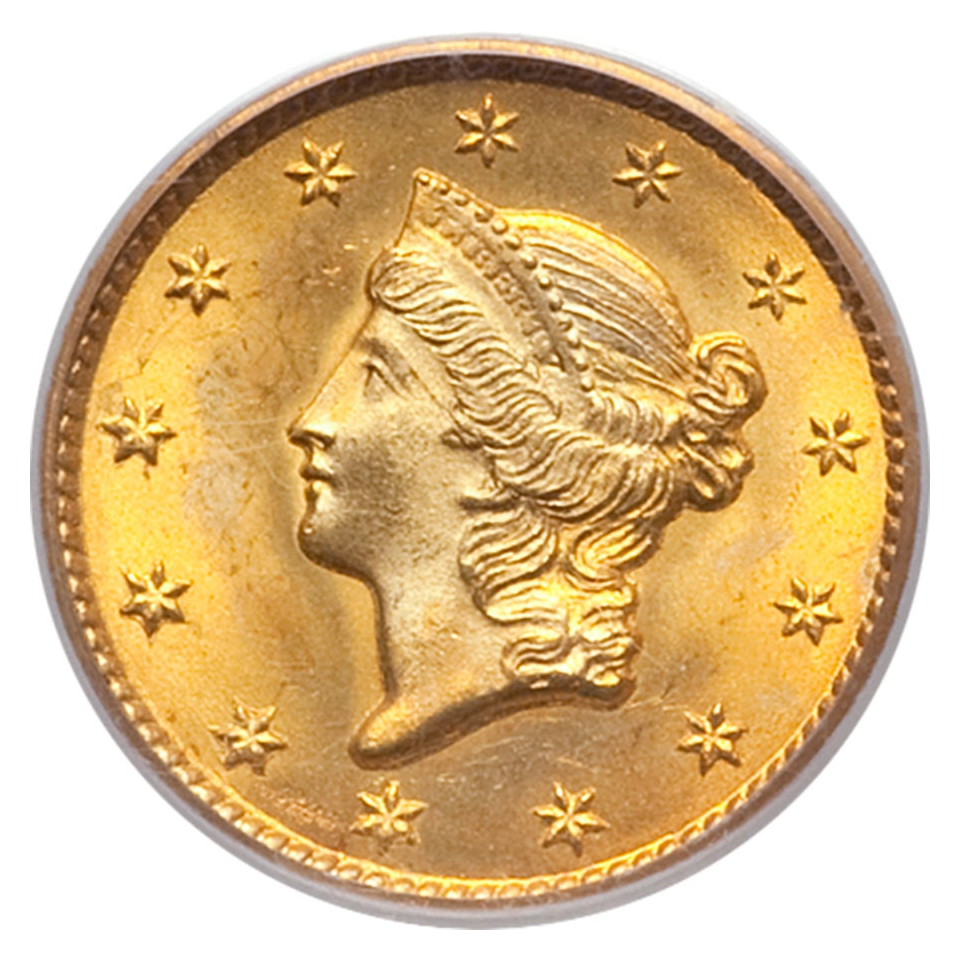
리버티 헤드 앞면
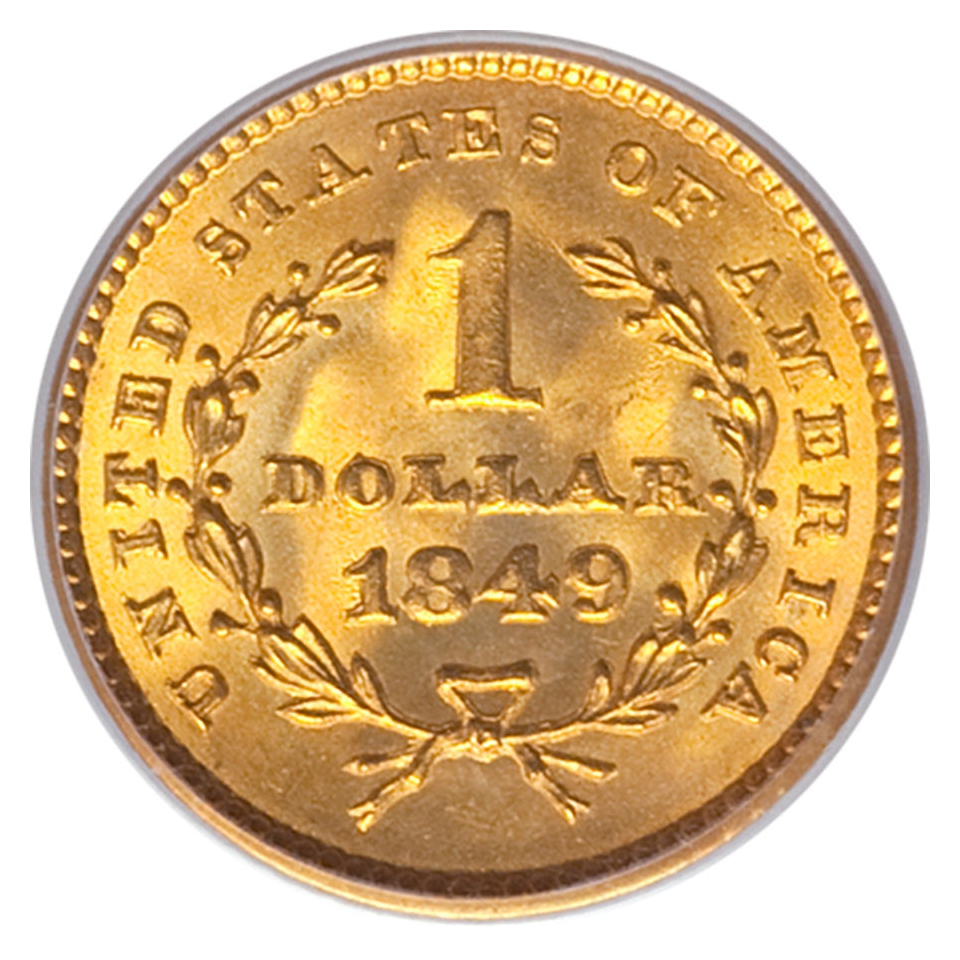
리버티 헤드 뒷면
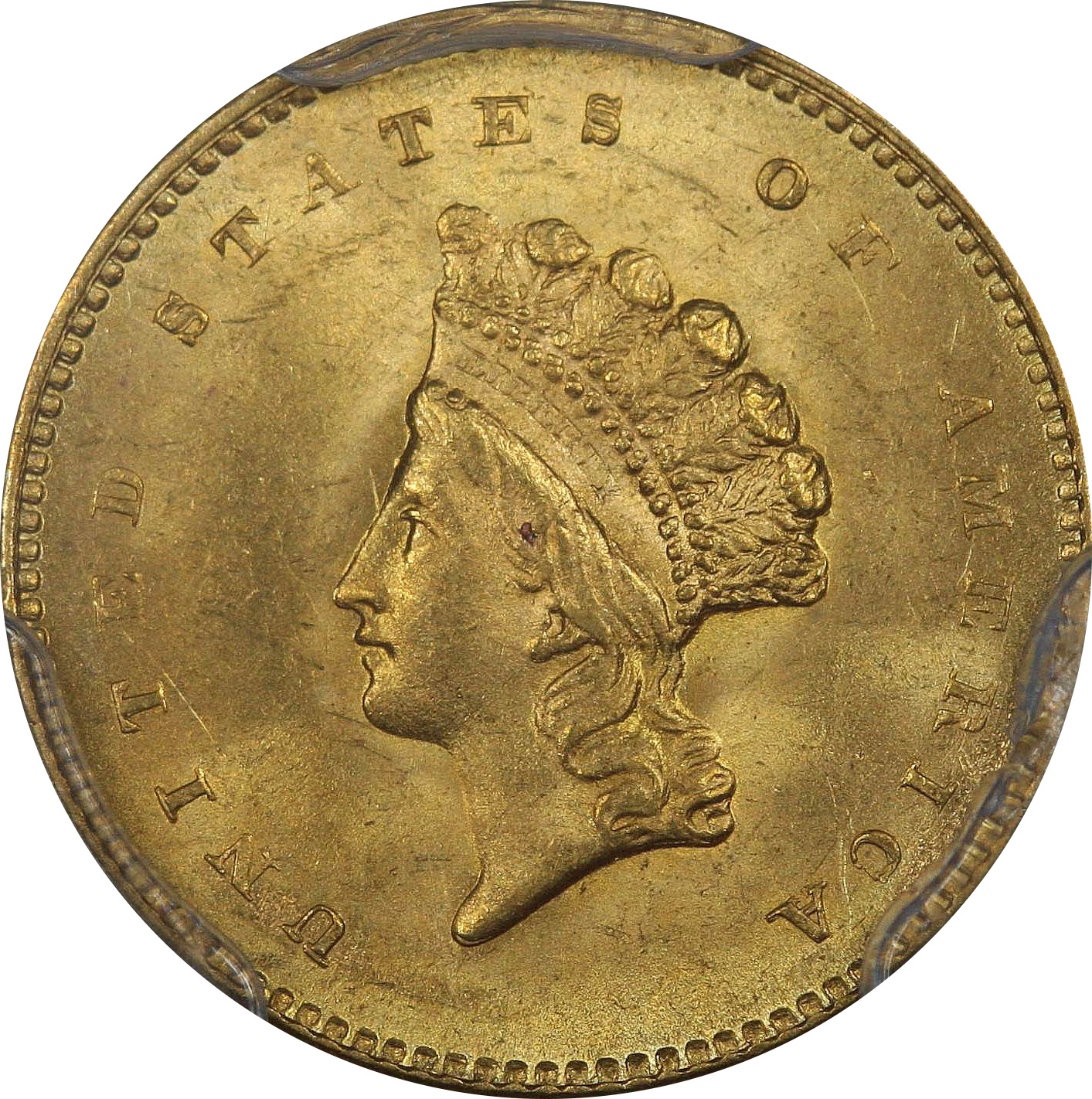
인디언 헤드, 소형 주화 앞면
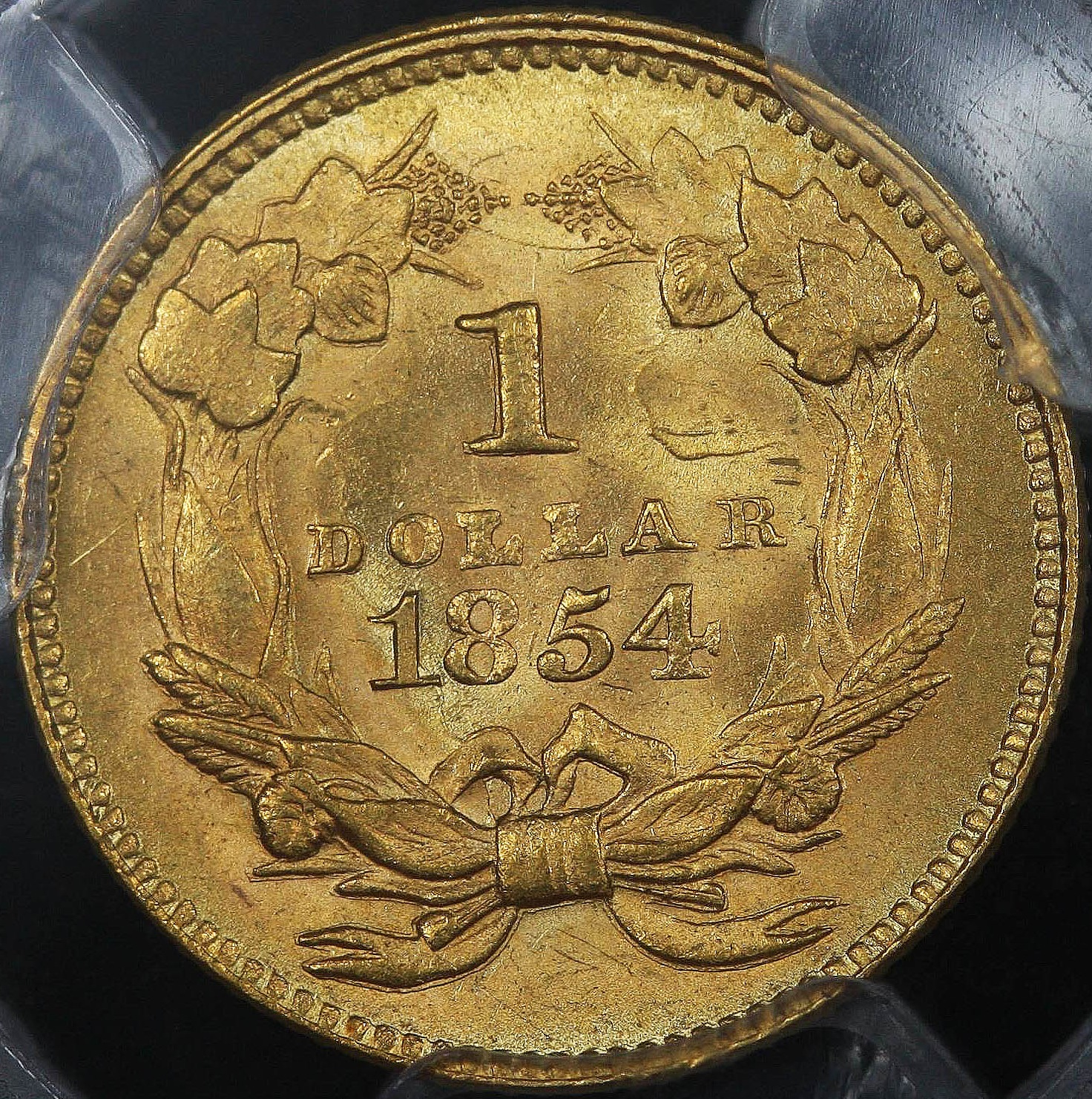
인디언 헤드, 소형 주화 뒷면
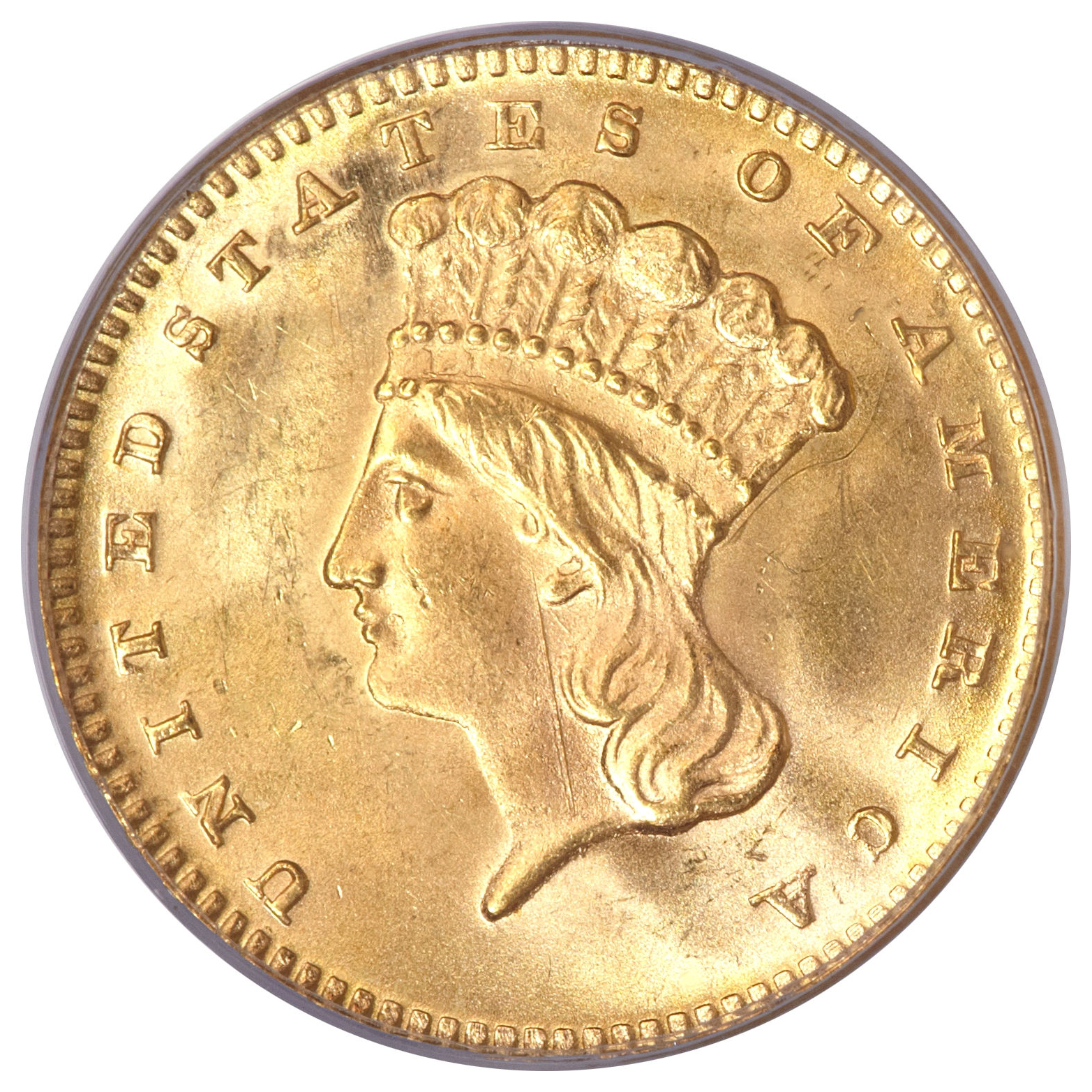
인디언 헤드, 대형 주화 앞면
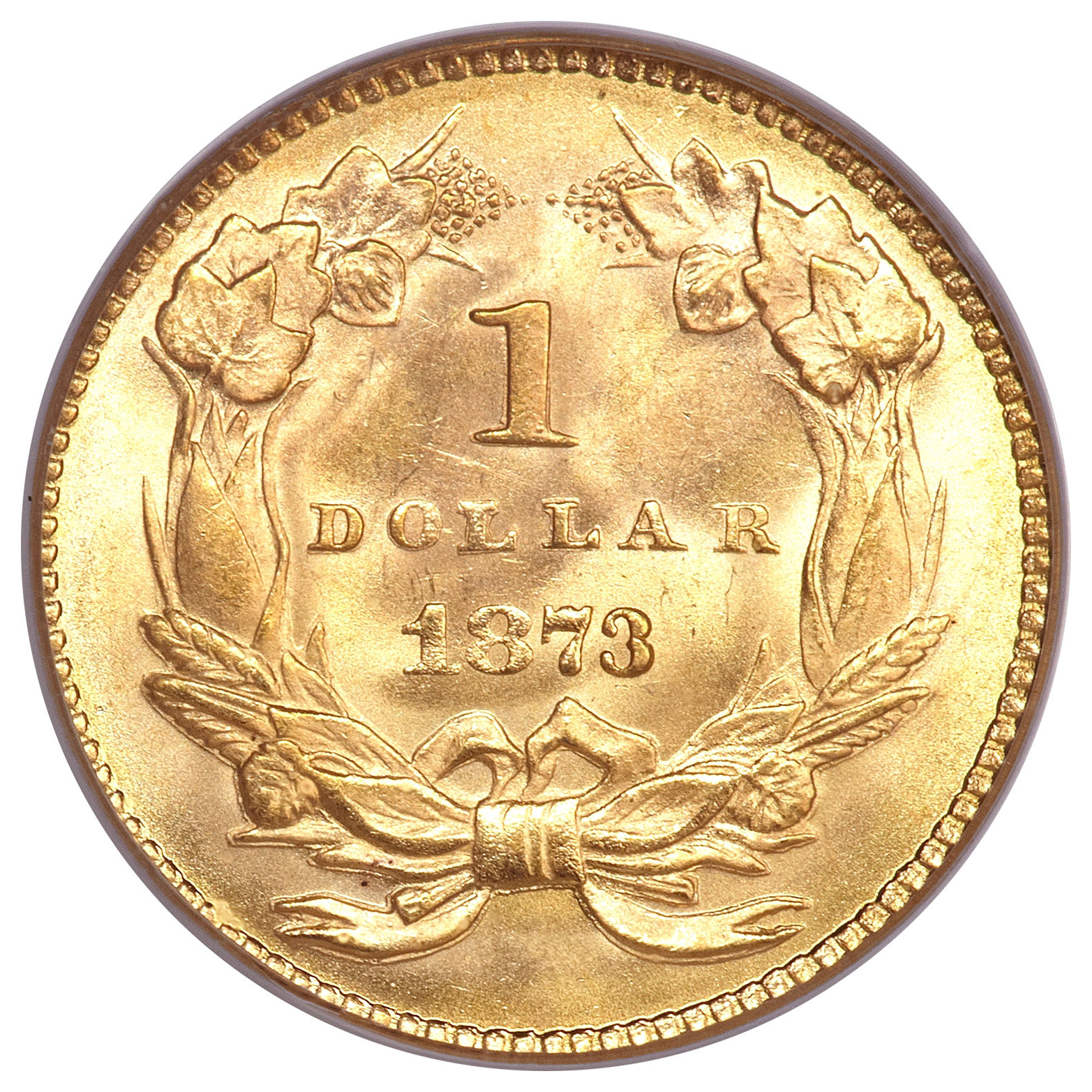
인디언 헤드, 대형 주화 뒷면
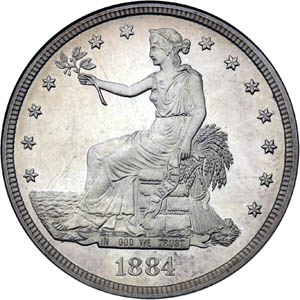
트레이드 달러 앞면
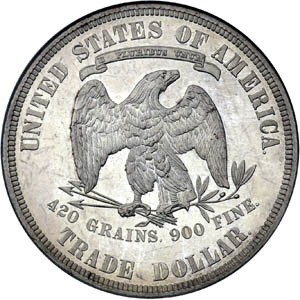
트레이드 달러 뒷면
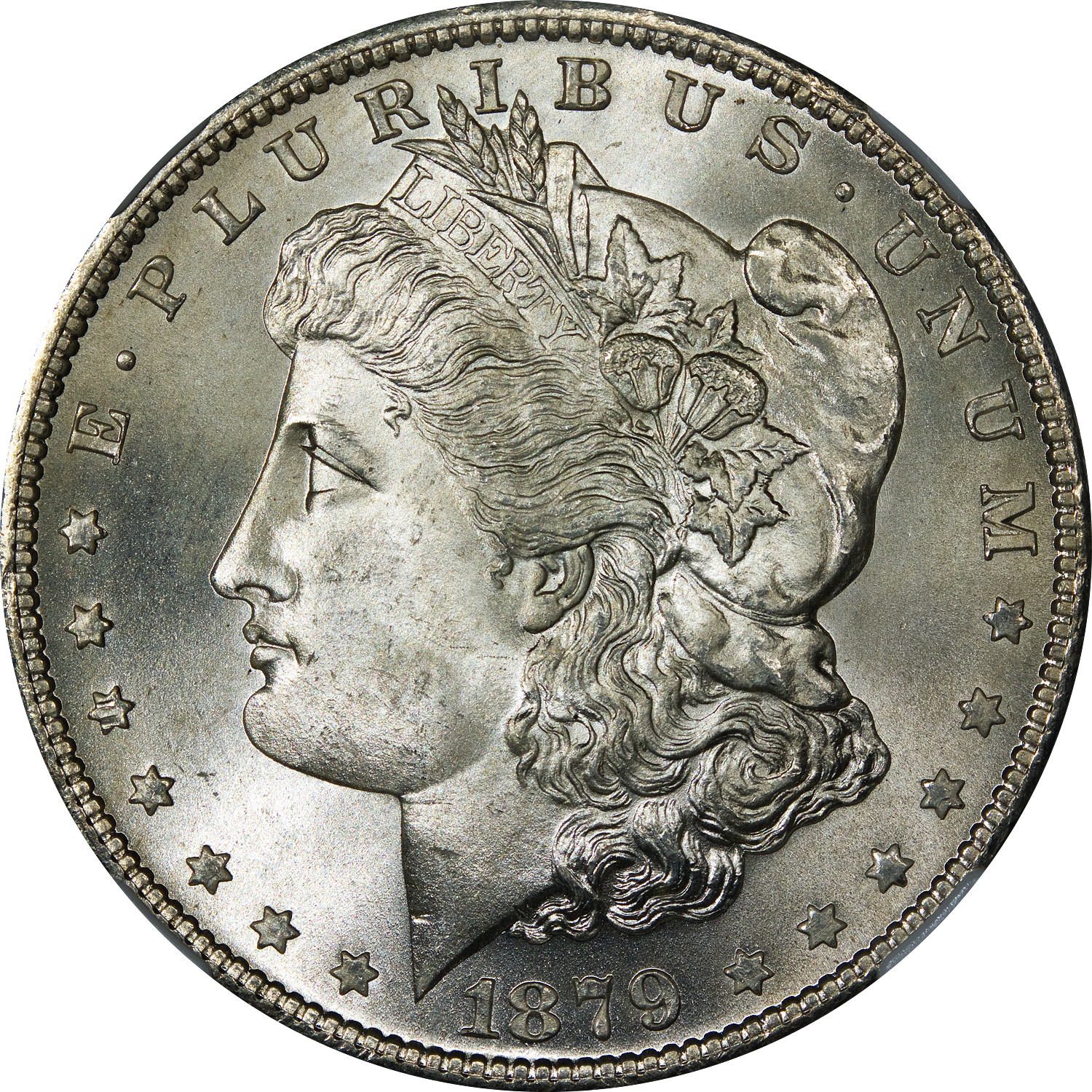
모건 달러 앞면
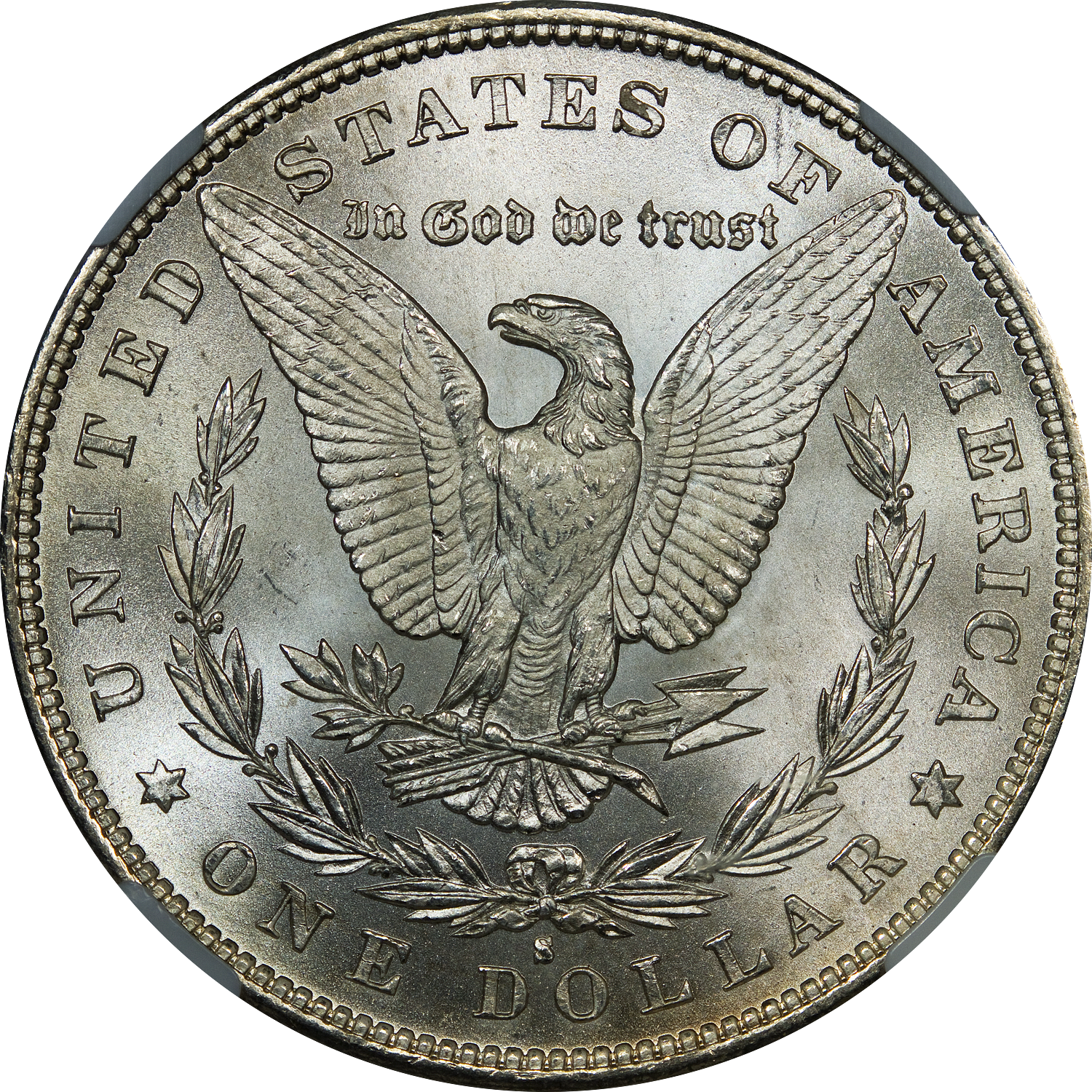
모건 달러 뒷면
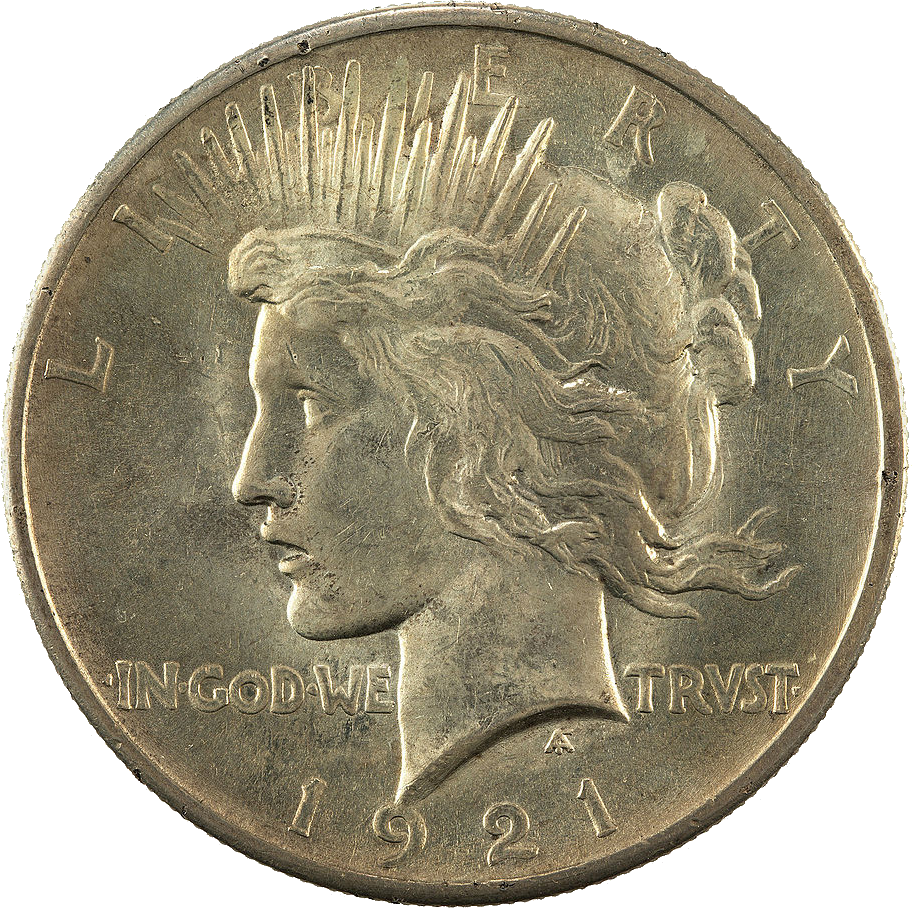
피스 달러, 고부조 앞면
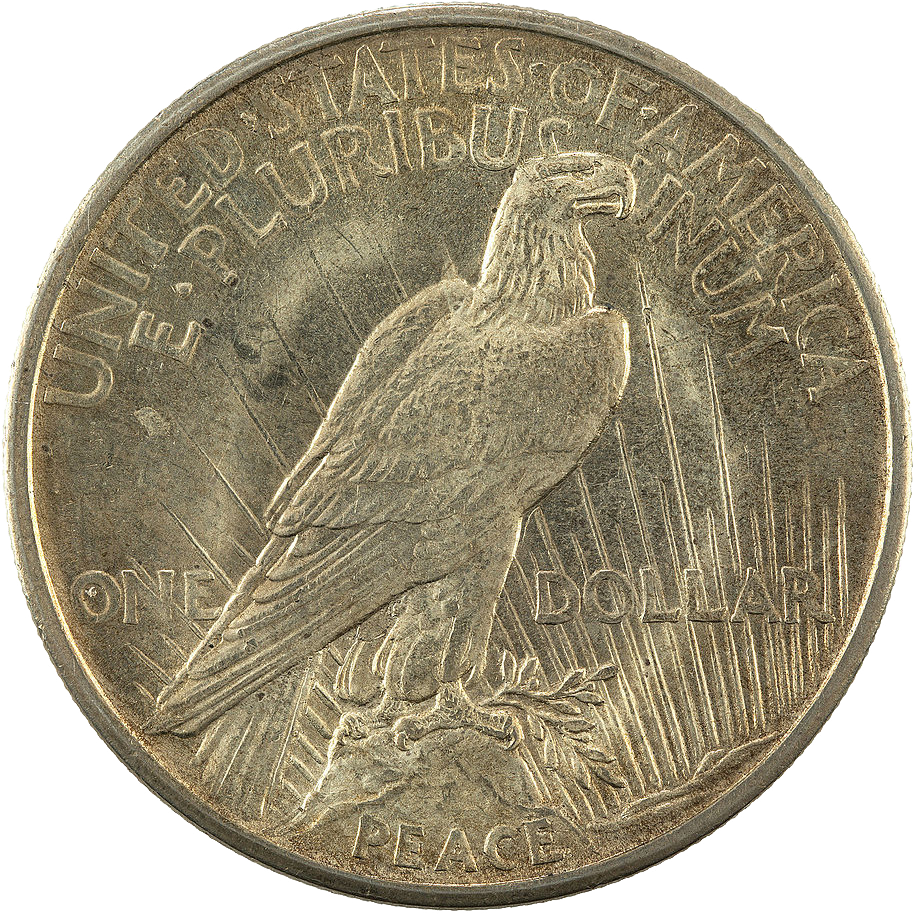
피스 달러, 고부조 뒷면
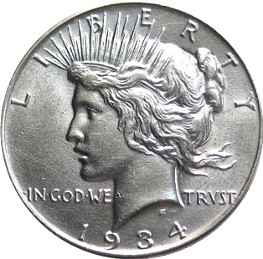
피스 달러, 저부조 앞면
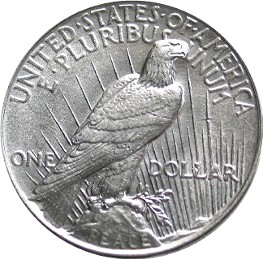
피스 달러, 저부조 뒷면
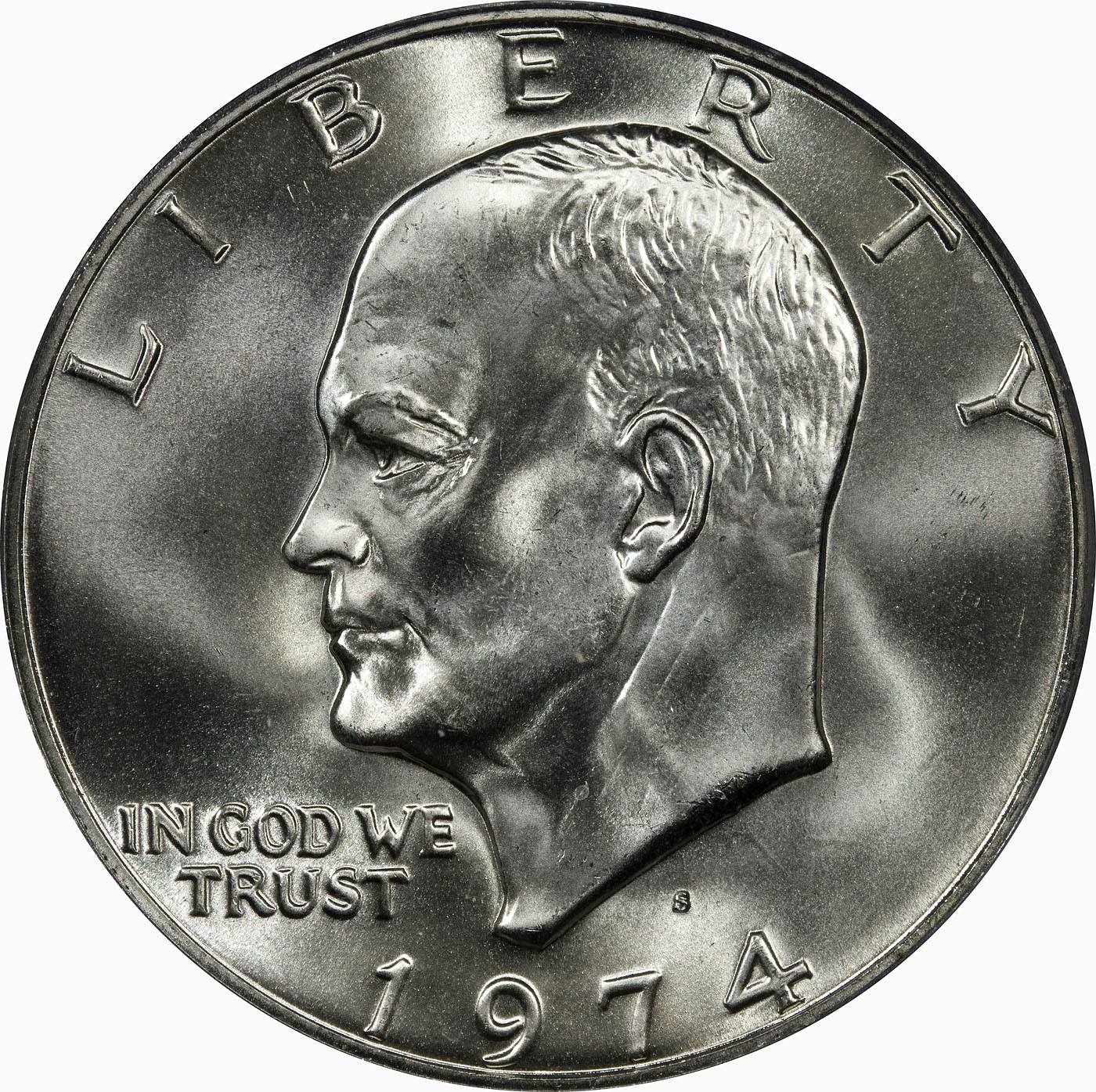
아이젠하워 달러 앞면
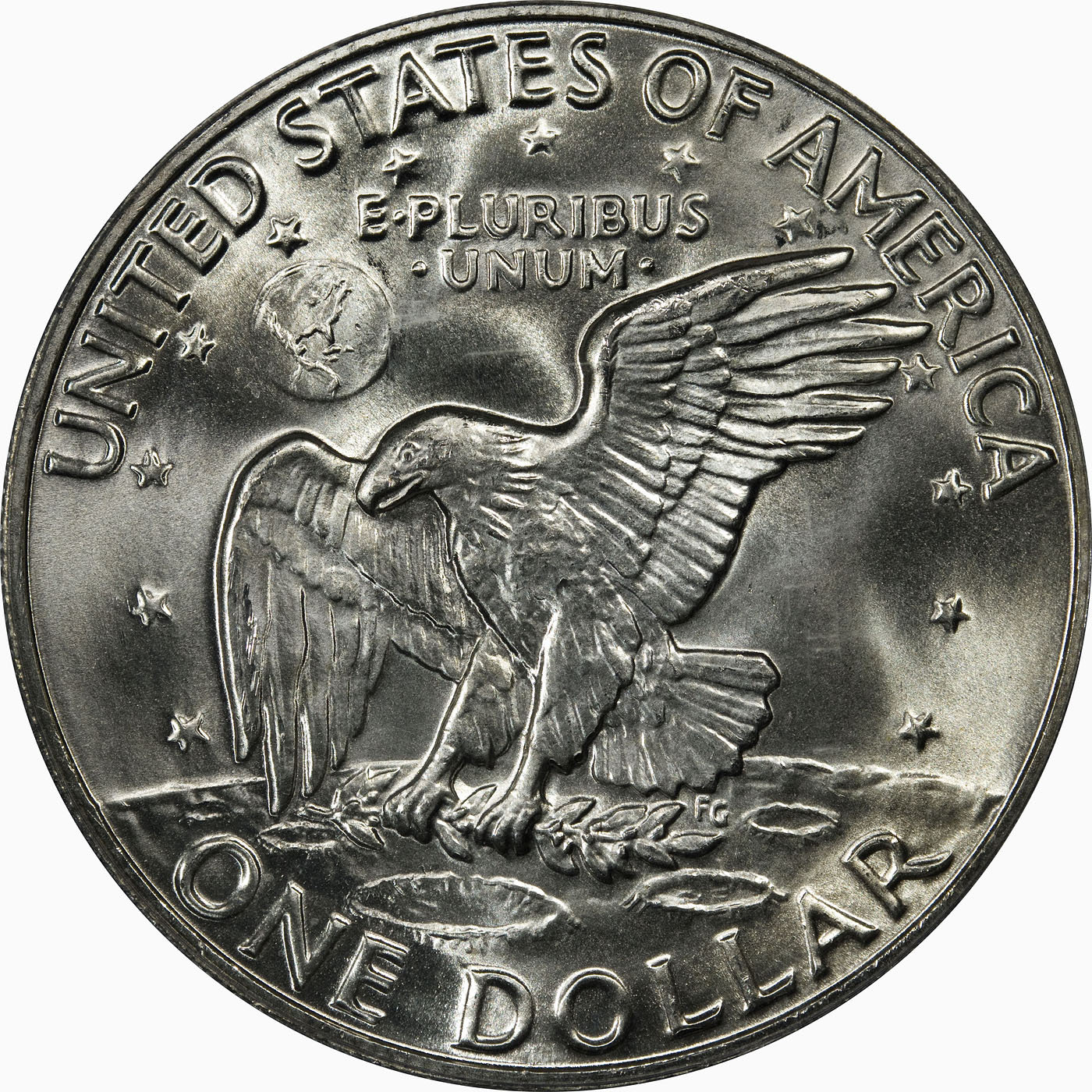
아이젠하워 달러 뒷면
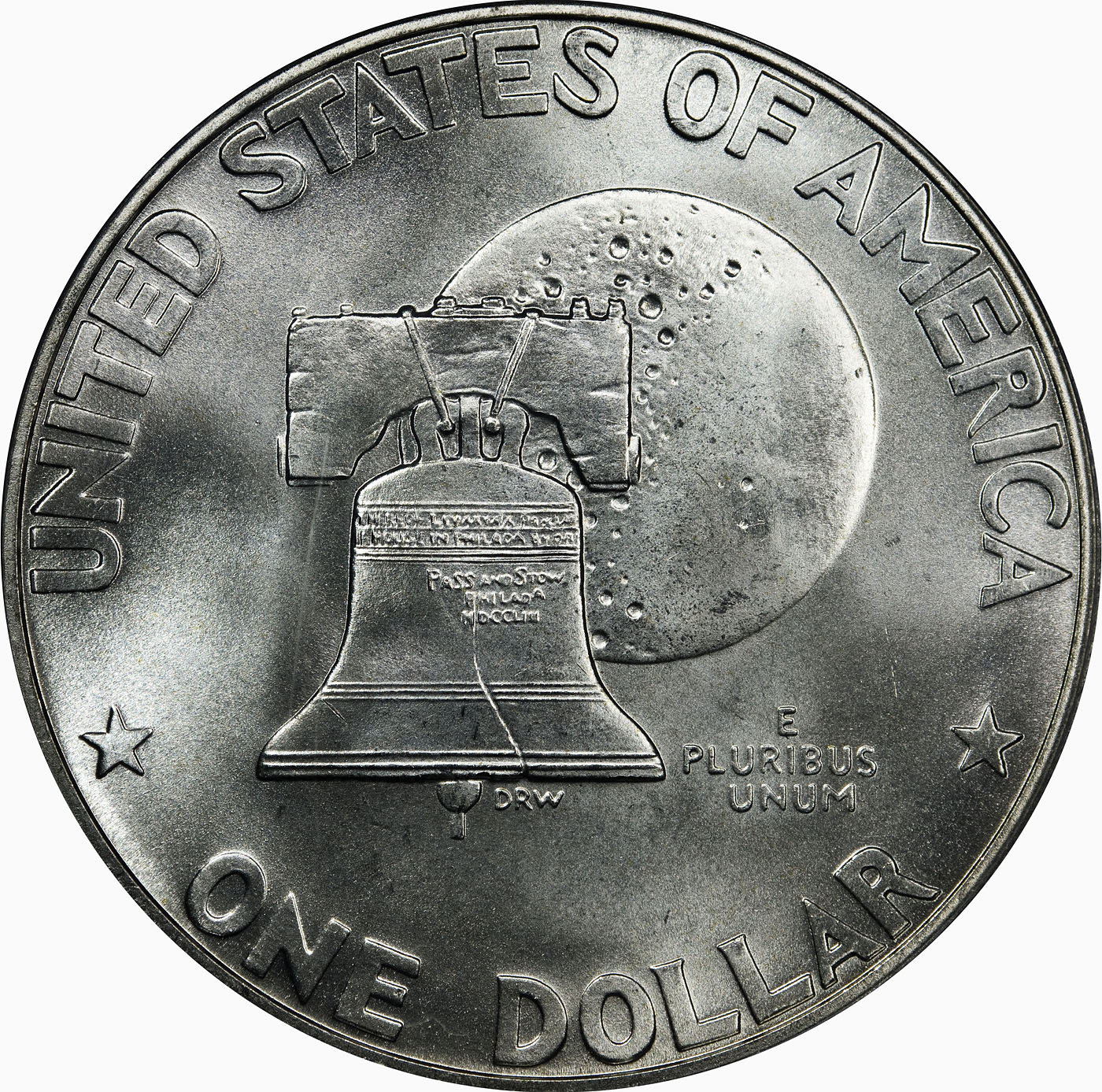
아이젠하워 달러, 미국 독립 200주년 기념 뒷면
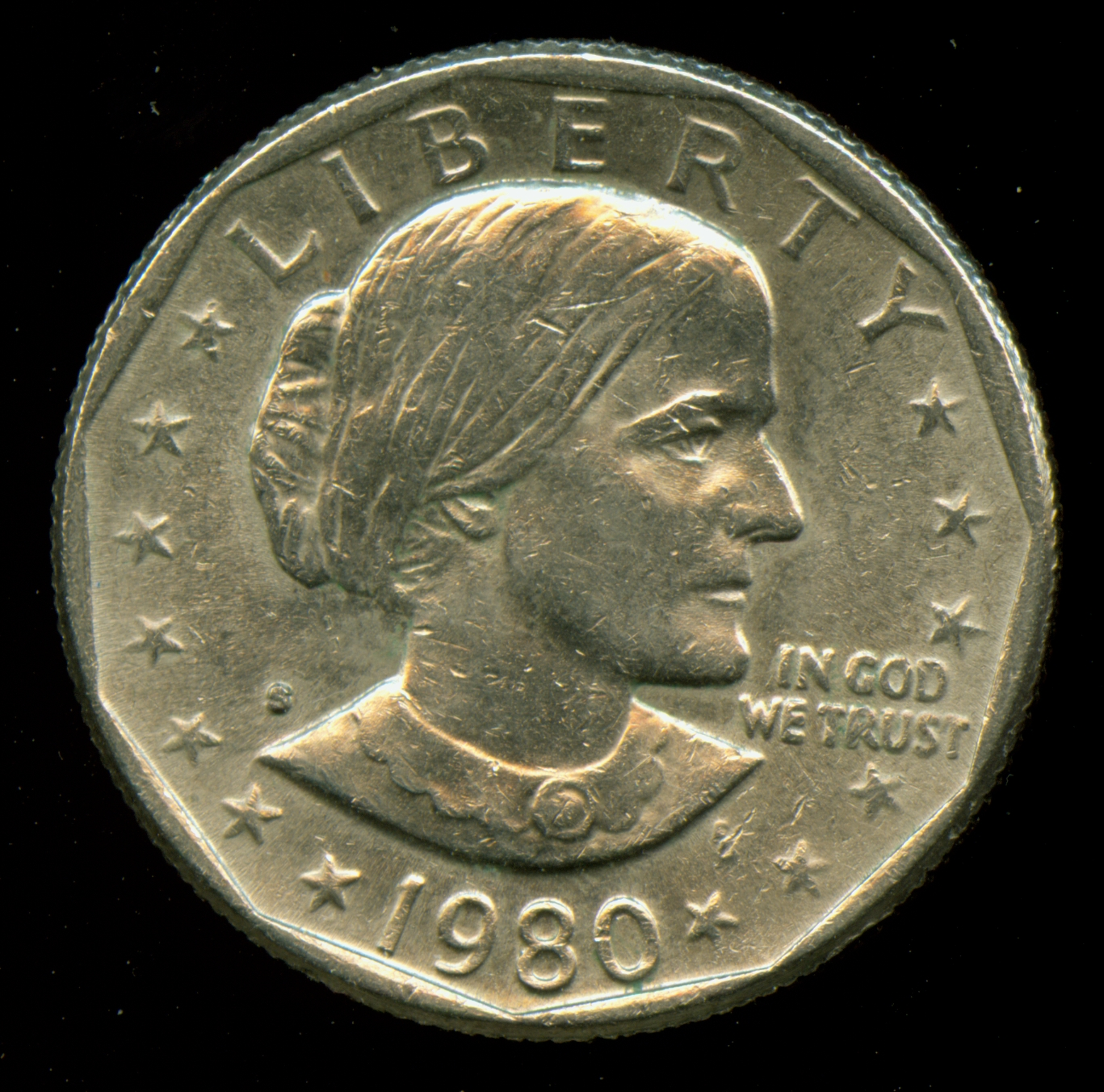
수전 B. 앤서니 달러 앞면
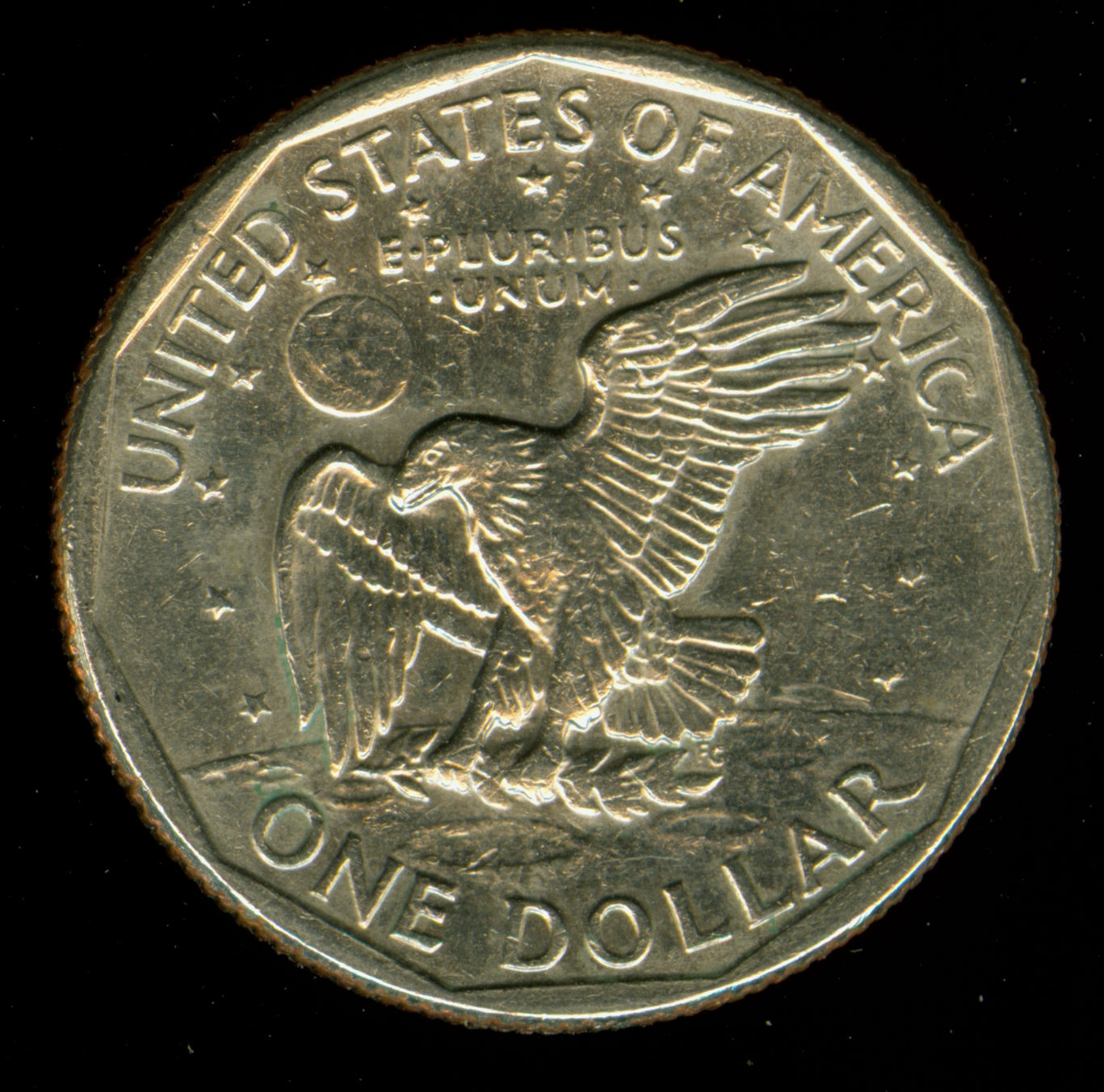
수전 B. 앤서니 달러 뒷면
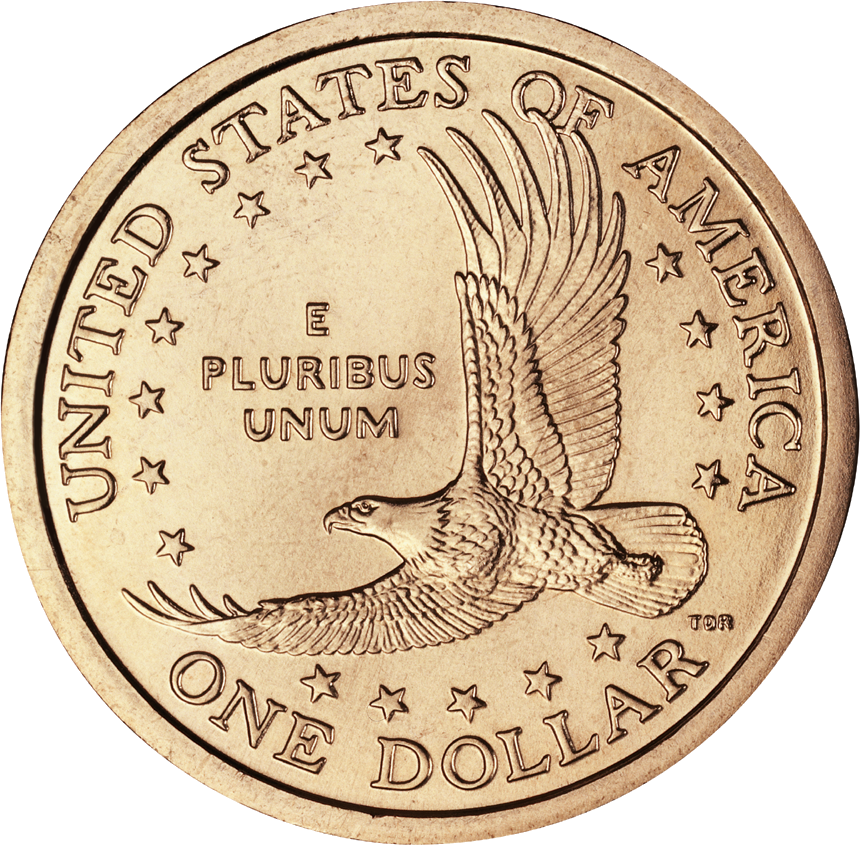
새커거위아 달러, 휜머리수리 뒷면
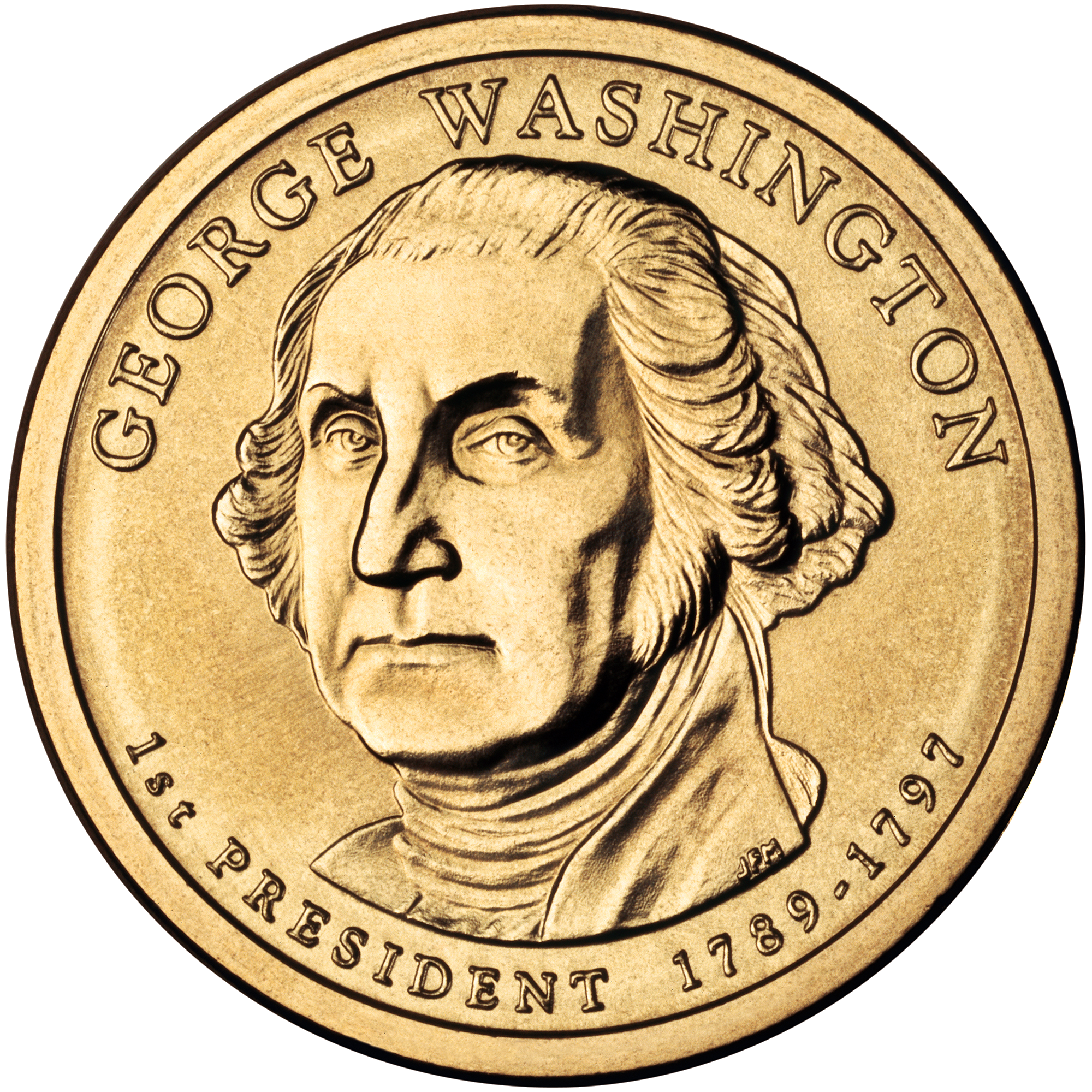
대통령 달러 앞면(조지 워싱턴)
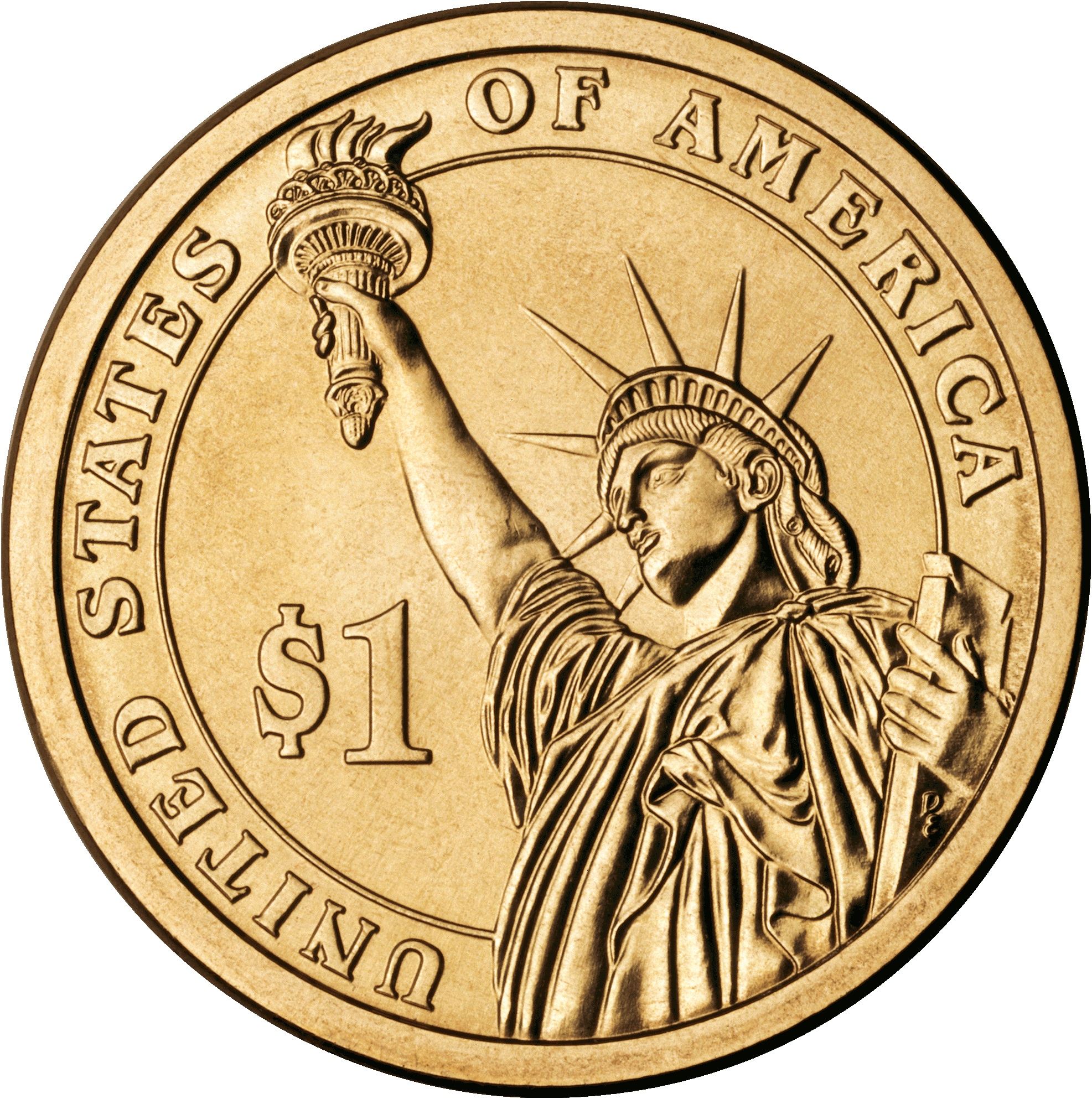
대통령 달러 뒷면

## 역사

### 초창기

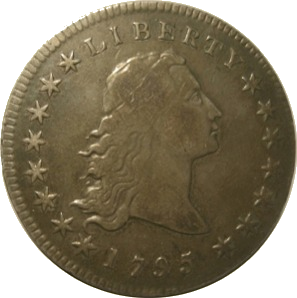
1795년 발행 플로잉 헤어 달러

미국 독립 전쟁 이전에 북아메리카의 식민지에서는 다양한 유럽의 동전이 자유롭게 유통됐다. 이 가운데 가장 널리 쓰인 동전은 스페인 달러였다. 이 동전들은 미국이 독립한 뒤로도 쓰였고 1857년까지 법정 통화였다.
1776년에는 퓨터로 만든 대륙 달러 동전 수천 개가 주조됐다. 일부는 황동과 은으로도 만들어졌지만 미국 독립 전쟁으로 인한 재정상의 어려움 때문에 유통되지는 않았다. 대륙 달러의 실패는 정치인과 일반 대중 모두에게 지폐를 향한 불신을 부추겼다.
미국 의회는 1792년 경화주조법안을 통과시키고 1달러 은화를 발행하도록 했다. 1794년 10월 15일 미국 조폐국은 미국 최초의 1달러 은화를 발행했고, 조폐국장 데이비드 리튼하우스는 1달러 은화 1,758개를 고위 인사들에게 기념품으로 제공했다. 도안은 플로잉 헤어(Flowing Hair, 1794년~1795년)와 드레이프드 버스트(Draped Bust, 1795년~1804년)의 두 가지가 있고, 드레이프드 버스트의 뒷면 도안으로는 작은 독수리와 문장에 그려진 독수리 도안의 두 가지가 있다. 1772년 이후로 주조한 스페인 달러는 이론상 순은 377.1 그레인을 함유해야 했지만 유통 중인 스페인 달러의 평균 순은 함유량은 370.95 그레인(24.037 g)이었다. 미국의 1달러 은화는 순은 371.25 그레인(24.057 g)을 함유해 대외 지급에서 스페인 달러와 같게 쓰였고, 국내 유통에 쓸 주화가 부족해지자 1803년에 미국의 대통령 토머스 제퍼슨은 미국 조폐국의 제한된 자원으로 달러 은화를 주조하지 말 것을 명령했다. 그 뒤로는 대외지급에서 덜 쓰이는 하프 달러 주화가 수십 년간 국내 유통용으로 만들어진 미국 은화 가운데 가장 많이 만들어졌다. 이는 1821년에 멕시코 제1제국이 독립해 페소 은화를 만들 때까지 이어졌다.

### 시티드 리버티 달러

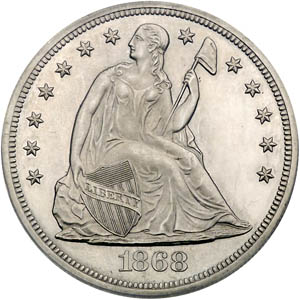
1868년 발행 시티드 리버티 달러

1달러 은화 제조는 1806년에 공식적으로 중지됐고, 1달러 은화를 다시 유통하기 전에 대중의 반응을 보기 위해 1836년부터 1839년까지 크리스천 고브렉트가 도안한 고브렉트 달러(Gobrecht dollar)가 소량 주조됐다. 시티드 리버티(Seated Liberty) 달러는 1836년에 처음 등장했고 고브렉트 달러보다 적은 수가 만들어졌다. 시티드 리버티 달러는 1873년까지 유통됐다. 캘리포니아의 금광에서 채굴한 금으로 달러 금화를 다량 제조하기 시작한 뒤로 은화의 가치는 더 올라갔고, 1853년 경화주조법안에 따라 1달러와 3센트 주화를 제외한 나머지 은화들은 무게를 6.9% 줄였다. 미국 조폐국은 주로 동양과의 무역에서 쓸 목적으로 은화를 소량만 제조했다.
미국의 무역 상대국들은 미국 측이 주화의 무게를 줄인 점을 좋아하지 않았다. 무역에서 하프 달러 주화를 쓸 때는 1853년 이전에 주조한 주화와 그 이후에 주조한 주화를 구분해야 했기 때문에 문제가 많았다. 1853년 이후로 동양과의 무역은 19세기 이래로 무게와 순도를 유지한 멕시코의 은화로 주로 이루어졌고, 이는 1874년에 은값이 떨어져 달러 은화가 1달러보다 더 적은 양의 은을 포함하게 될 때까지 이어졌다. 1878년부터 많은 양의 모건 달러 은화가 만들어졌지만 실생활에서는 거의 쓰이지 않았다. 모건 달러의 크기는 실생활에서 쓰기에 너무 컸기 때문에 은태환 증권을 대신 썼다.
시티드 리버티 달러는 순은 0.77344 트로이 온스를 함유했으며 필라델피아와 뉴올리언스, 카슨시티, 샌프란시스코에서 발행했다. 1달러 은화는 은값이 트로이 온스당 1.29달러일 때에 1달러의 값어치를 지녔다.

### 골드 달러

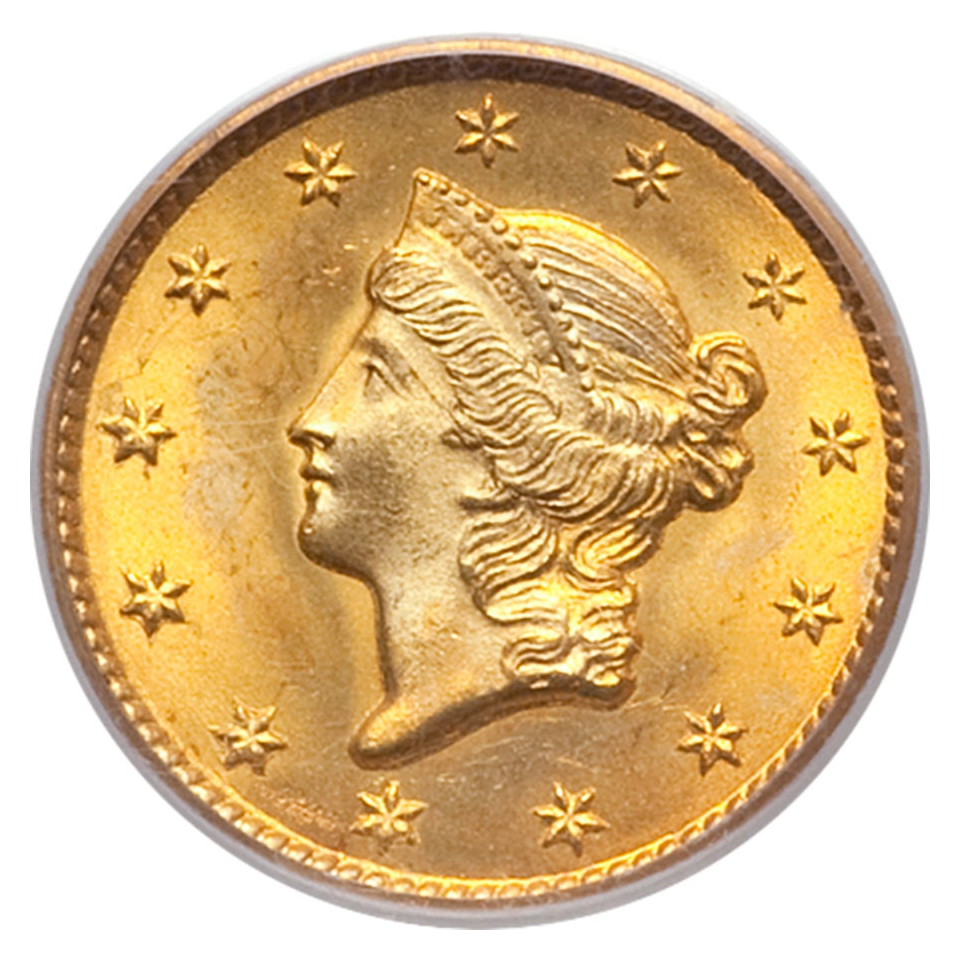
1849년 발행 골드 달러

골드 달러(Gold dollar)는 1달러 금화로 1849년부터 1889년까지 발행했다. 1849년부터 1853년까지 발행한 골드 달러는 제1형이라고 부르며 지름이 13 mm였다. 1854년부터 1855년까지 발행한 골드 달러는 제2형이라고 부르며 제1형보다 얇았지만 지금은 15 mm로 더 컸다. 가장 흔한 골드 달러는 제3형으로 1856년부터 1889년까지 발행했다. 골드 달러는 미국 남북 전쟁 이전까지 많은 양이 만들어졌다. 1863년 이후로 발행한 금화 대부분은 막대한 양의 전쟁 물자를 수입하는 데와 미국 국채의 이자를 지급하는 데에 쓰였다.
순금 90%를 함유한 골드 달러는 미국 정부가 발행한 금화 가운데 가장 작은 단위의 주화다. 미국 정부는 1달러 금화를 주조할 계획이 없었지만 골드 러시가 벌어진 1840년대 후반 이후로 금화 주조가 이루어졌다. 골드 달러 발행 법안은 미국 의회에서 1849년 3월 3일에 통과됐고, 곧 리버티 헤드(Liberty Head) 도안이 발행됐으며 1854년부터 1889년까지는 인디언 헤드(Indian Head) 도안이 발행됐다. 골드 달러는 미국 남북 전쟁 이후로 1879년까지 미국 전역에서 널리 유통되지 못했고, 미국 조폐국은 1889년에 발행을 중지했다.
골드 달러는 금의 높은 가치 때문에 미국의 주화 가운데 가장 적은 양이 만들어졌다. 총 19,499,337개의 골드 달러가 발행됐는데 그 가운데 18,223,438개가 필라델피아에서 발행됐고, 1,004,000개가 뉴올리언스에서, 109,138개가 샬럿에서, 90,232개가 샌프란시스코에서, 72,529개가 덜라너가에서 만들어졌다.

### 트레이드 달러

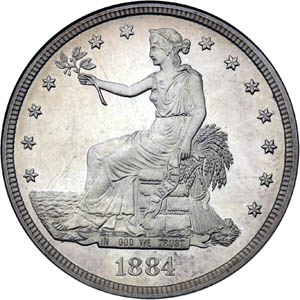
1884년 발행 트레이드 달러

트레이드 달러(Trade dollar)는 동양과의 무역에서 영국과 스페인, 프랑스, 멕시코의 무역은에 대응하기 위해 만들어졌다. 당시 청나라에서 무역 용도로 주로 쓰인 은화는 스페인 달러와 그 후신인 멕시코의 페소 은화였고, 시티드 리버티 달러는 스페인 달러나 멕시코 페소 은화보다 은 함량이 더 적었기 때문에 미국 상인들은 스페인 달러나 멕시코 페소 은화를 따로 사야 했다. 멕시코 페소 은화가 순은 377.1 그레인(24.44 g)을 함유해 트레이드 달러는 더 많은 가치를 지녀야 했기 때문에 순은 378.0 그레인(24.49 g)을 함유했다. 트레이드 달러는 1873년부터 발행하기 시작했고 많은 양이 청나라와의 무역에 쓰였다. 조폐국장 헨리 린더먼은 청나라 안에서 트레이드 달러가 어떻게 쓰이는지 조사를 요청했는데, 조사 결과 청나라 남부에서는 꽤 유통됐지만 북부에서는 잘 쓰이지 않는 것으로 드러났다.
트레이드 달러는 처음에는 미국 내에서는 유통되지 않았으나 5달러까지는 법정 통화로 쓰였다. 그러나 1876년에 은값이 떨어져 트레이드 달러의 액면가가 은 함유량보다 높아졌고, 많은 양의 트레이드 달러가 동양에서 미국으로 되돌아오자 미국 의회는 트레이드 달러의 법정 통화 지위를 취소하고 트레이드 달러를 무역용으로만 쓰게 만들었다. 하지만 일부 사람들은 트레이드 달러를 은값에 사서 1달러를 결제하는 데 썼다.
트레이드 달러의 발행은 1878년에 중지됐고, 1879년부터 1885년 사이에는 프루프 주화로만 발행했다. 훼손되지 않은 트레이드 달러 주화는 1887년에 미국 재무부에서 1달러로 교환할 수 있게 됐고 약 800만 개가 1달러로 교환됐다.

### 모건 달러

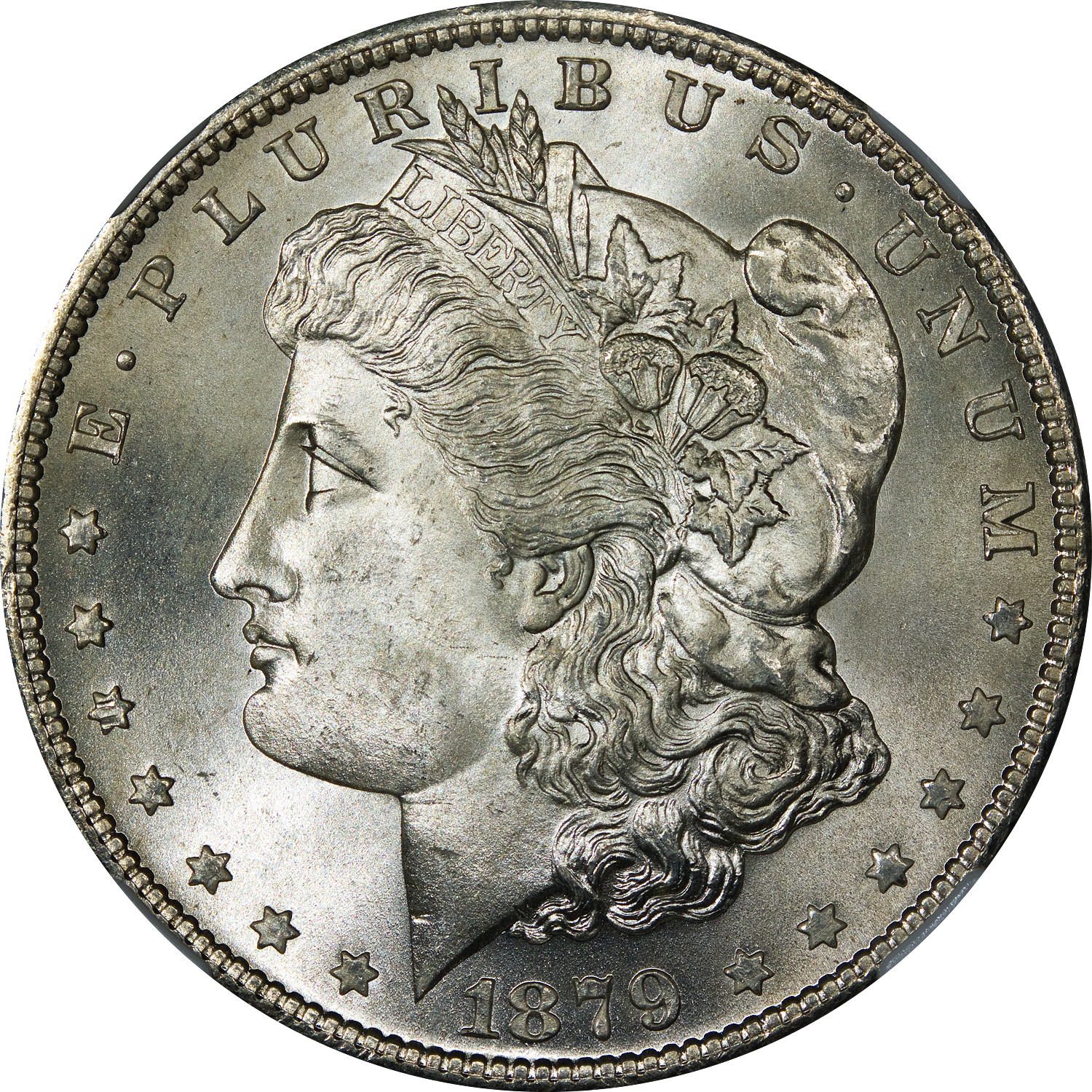
1879년 발행 모건 달러

1878년에 등장한 모건 달러(Morgan dollar)는 은 90%와 구리 10%로 만들어져 26.73 g의 순은을 함유했다. 모건 달러는 블랜드-앨리슨 법에 따라서 만들어졌다. 블랜드-앨리슨 법에 따라 미국 재무부는 주화 제조용 은을 시장가로 매달 200만 달러에서 400만 달러어치를 사야 했다. 1890년에는 미국 의회에서 셔먼 은 매입법을 통과시켜 미국 재무부는 매달 은 4,500,000 트로이 온스(140,000 kg)를 사야 했다. 그 결과 금 보유량이 충분하지 않은 상태에서 유통 중인 모건 달러의 양이 많이 늘어났고, 80센트였던 모건 달러의 재료 가치는 50센트로 떨어져 대중들의 불신을 불러일으켰다. 곧 1893년 공황이 일어났고, 미국의 대통령 그로버 클리블랜드는 셔먼 은 매입법을 공황의 원인으로 보고 셔먼 은 매입법을 철폐했다. 1898년에 미국 의회는 셔먼 은 매입법에 따라 구매한 은 가운데 남은 은을 은화를 만드는 데 쓰도록 하는 법안을 통과시켰고, 이에 따라 미국 조폐국은 모건 달러를 발행했다. 1904년에 은 재고가 모두 떨어지자 모건 달러의 발행도 중지했다.
모건 달러는 1921년에 잠시 재발행했다. 제1차 세계 대전 때 독일 제국 정부는 인도 제국의 주민들을 상대로 지폐를 은으로 바꿀 수 없게 되리라고 선전을 펼쳤다. 이에 인도 제국 안에서 은 수요가 늘어나 은이 부족해지자 1918년에 미국 의회는 피트먼 법을 통과시키고 270,323,722개의 은화를 녹여 은 2억 9백만 온스를 영국에 1온스당 1달러에 매매했다. 또한 1920년부터 1933년 사이에 피트먼 법에 따라 같은 양의 은을 1온스당 1달러의 고정 가격에 미국의 광산에서 채굴한 은으로 매입했고, 매입한 은으로 1921년에 모건 달러를 발행했으며 그 뒤로는 피스 달러를 발행했다. 당시 은의 시장 가격은 1온스당 1달러보다 낮았기 때문에 고정 가격은 미국의 은광 산업에 연방 정부가 주는 보조금의 역할을 했다.
2021년에 기념 은화로 다시 발행했다.

### 피스 달러

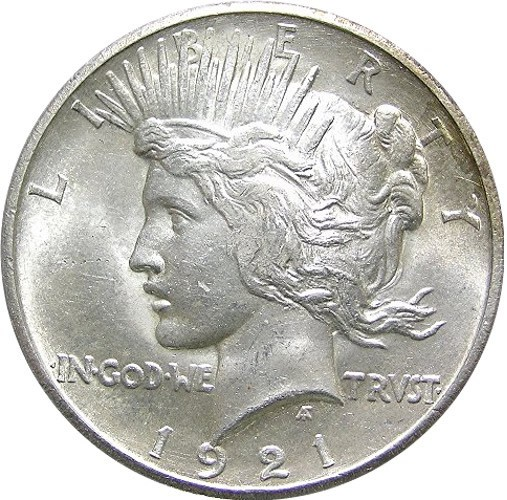
1921년 발행 피스 달러

1921년 12월에 등장한 피스 달러(Peace dollar)는 모건 달러와 같은 합금 비율로 만들어졌으며 제1차 세계 대전의 종전을 기념하며 발행했다. 도안은 이탈리아계 미국인 조각가 앤서니 드 프란시시가 담당해 자유의 여신과 올리브나무 가지에 앉은 흰머리수리를 담았다. 1928년에 주화 발행이 일시 정지됐는데, 1년간 정지될 예정이었으나 대공황의 영향으로 더 길어졌다. 1934년에 발행을 재개했지만 1935년에 다시 중지했다. 피스 달러는 미국에서 유통 목적으로 발행한 마지막 은화였다.
1964년 8월 3일에 미국 의회는 1달러 은화 45,000,000개를 발행할 수 있는 법안을 통과시켰다. 은값이 올라 유통 목적보다는 가치 저장의 목적으로 많이 쓰이게 되자 은화의 양이 부족해졌고, 카지노가 있는 네바다주와 경화(硬貨)가 더 인기가 많은 서부의 주에 유통할 목적으로 새 은화를 발행하려 했다. 새 은화의 발행은 당시 민주당 원내대표이자 은화를 많이 쓰는 지역을 대표했던 마이크 맨스필드가 이끌었다. 새 은화를 발행할 때 쓸 금형으로는 피스 달러를 만들 때 썼던 금형이 쓰이게 됐다. 당시 재무부 장관 C. 더글러스 딜런은 피스 달러를 다시 만드는 데 매우 부정적이었고 1965년 초에 당시 미국의 대통령 린든 B. 존슨에게 은화를 다시 발행해도 쓰이지 않고 은을 비축하는 데에나 쓰일 것이라고 말했지만 그 또한 은화를 주조해야 하긴 한다고 결론을 내렸다. 이후 1965년 5월 12일에 덴버의 조폐창에서 시제품을 만들었고, 5월 15일에는 시제품이 공개됐지만 대중과 정치인들로부터 부정적인 반응을 얻었다. 5월 24일에 조폐국장 에바 애덤스는 발행한 주화들은 시제품일 뿐이며 유통 목적으로 발행하지 않았다고 밝혔다. 미국 조폐국은 훗날 덴버 조폐창에서 총 316,076개의 피스 달러를 발행했었다고 밝혔다. 이후 미국 조폐국은 발행한 모든 주화를 엄격한 관리 아래에서 녹였기 때문에 어떠한 발행분도 유출되지 않았다.
2021년에 미국 조폐국에서 기념 은화로 재발행했다.

### 아이젠하워 달러

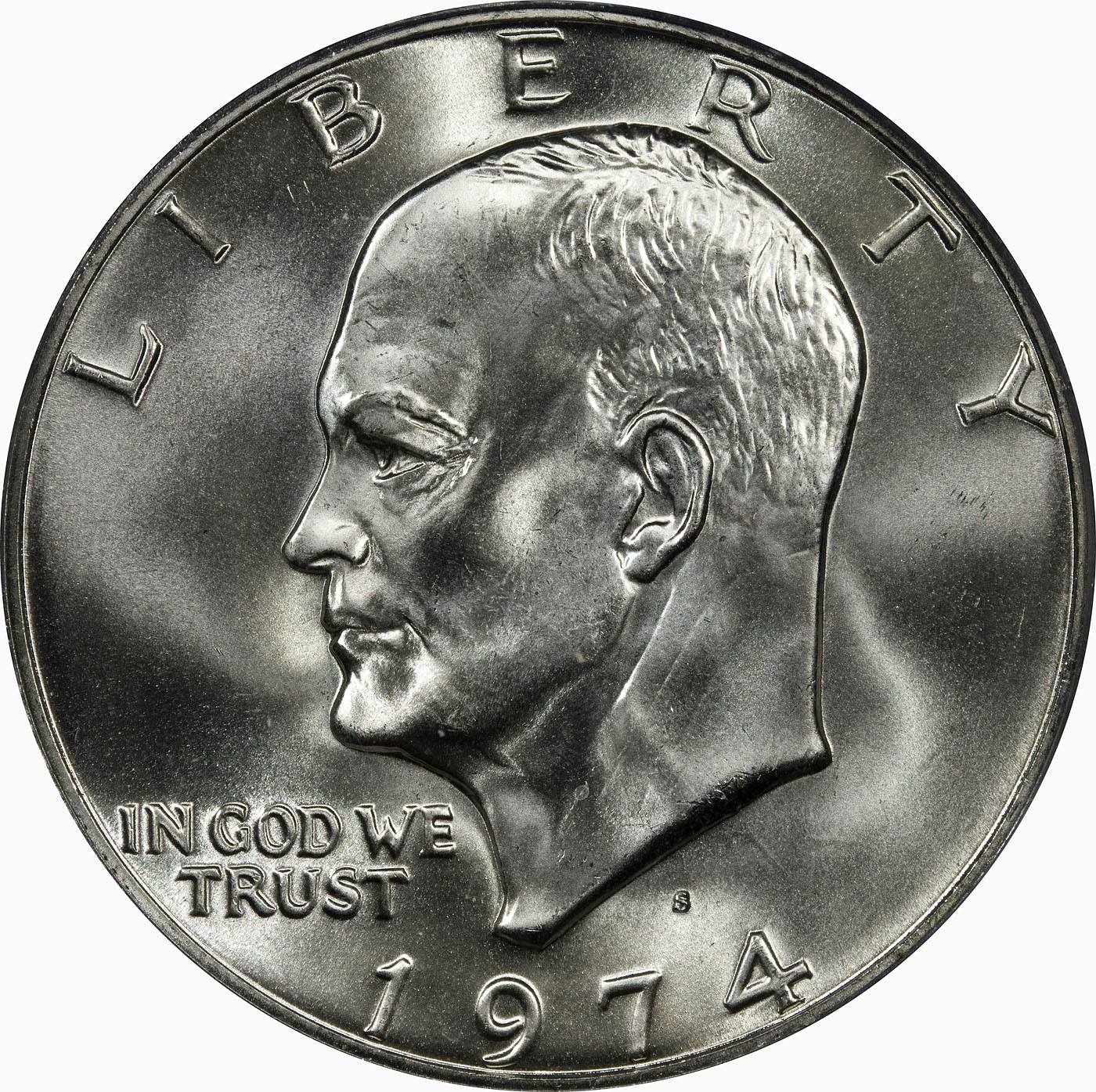
1974년 발행 아이젠하워 달러

1971년부터 1978년까지 미국 조폐국은 앞면에는 드와이트 D. 아이젠하워를 새기고 뒷면에는 아폴로 11호의 달 착륙을 묘사한 아이젠하워 달러(Eisenhower dollar)를 발행했다. 아이젠하워 달러를 발행하는 법안은 아이젠하워 행정부에서 부통령을 지냈던 리처드 닉슨이 1970년 12월 31일에 서명했다. 아이젠하워 달러는 1935년에 피스 달러의 발행이 중지된 뒤 처음으로 나온 1달러 주화였다. 1975년과 1976년에는 앞면에는 아이젠하워의 모습을 그대로 두고 뒷면에는 자유의 종과 달을 새긴 미국 독립 200주년 기념주화 형식으로 발행했다. 아이젠하워 달러는 금이나 은을 함유하지 않았으며 다임과 쿼터, 하프 달러 주화의 합금 구성과 같은 방식으로 만들었다.
1971년부터 1976년까지 미국 조폐국은 수집가들을 대상으로 은 40%를 함유한 달러 은화를 발행했다.
발행 초기에는 상당한 관심을 불러일으켰으나 얼마 지나지 않아 잘 유통되지 않았다. 1976년에 미국 재무부가 민간부문과 함께 조사한 결과 아이젠하워 달러는 거래에서 한 번 쓰인 뒤 그 뒤로는 다시 쓰이지 않는다고 밝혀졌다. 이는 아이젠하워 달러의 크기가 너무 크고 무게도 많이 나가 들고 다니기에 불편할 뿐만 아니라 잠재적으로 쓸 일도 부족했기 때문이었다. 또한 자판기에서는 아이젠하워 달러를 거의 쓸 수 없었다. 카지노에서는 많이 쓰여서 많은 카지노에서는 토큰을 쓰지 않고 아이젠하워 달러를 쓰기도 했다. 한 조사에 따르면 유통 중인 아이젠하워 달러 가운데 70% 이상이 카지노에서 쓰였다.

### 수전 B. 앤서니 달러

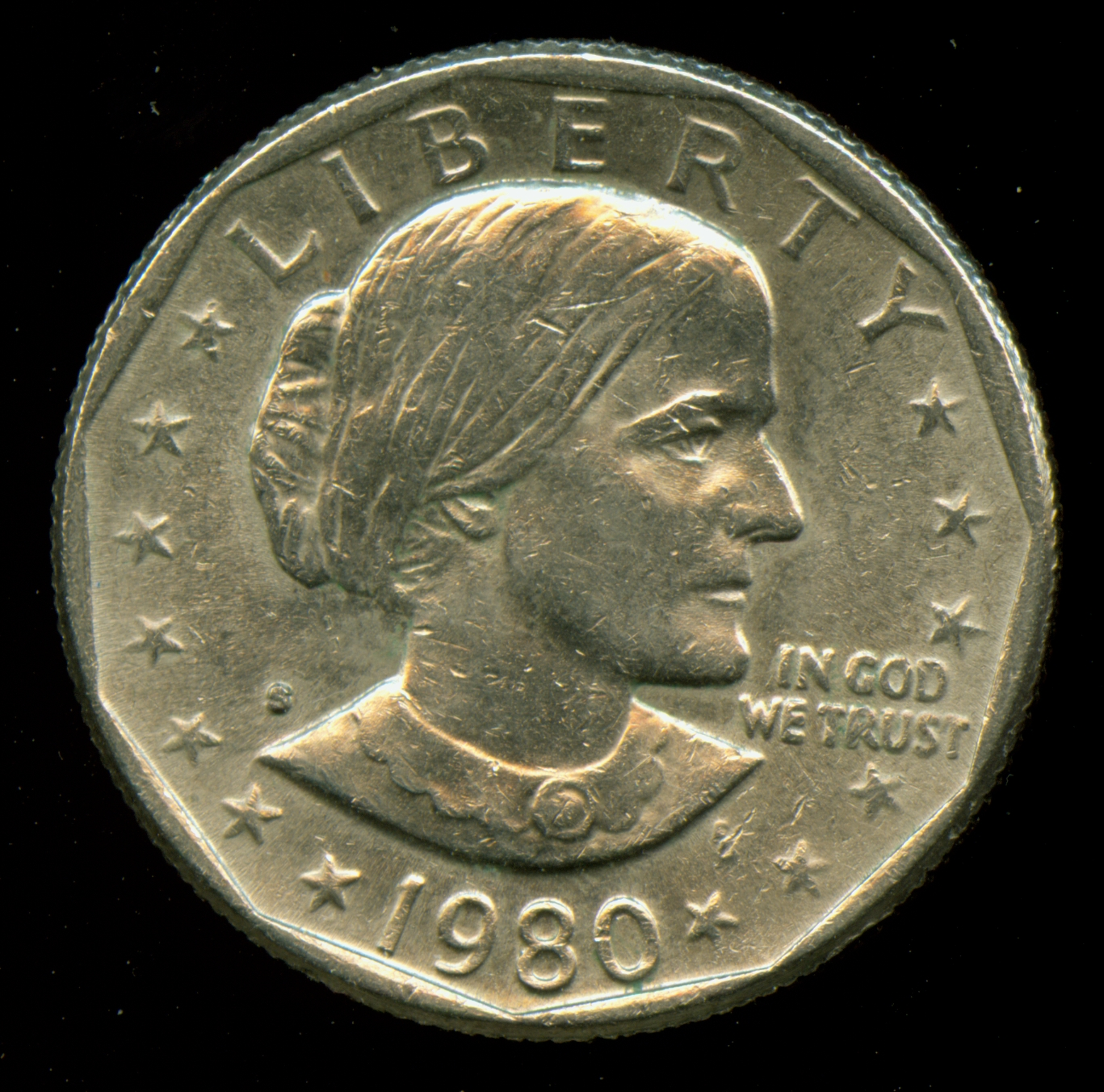
1980년 발행 수전 B. 앤서니 달러

1976년에 미국의 리서치 트라이앵글 연구소는 미국의 화폐 제도에 관한 조사를 펼친 결과 하프 달러 주화 발행의 중지와 1달러 주화의 소형화를 제안했다.
1979년과 1981년, 1999년에 미국 조폐국은 여성 참정권 운동가이자 노예제 폐지론자 수전 B. 앤서니를 도안으로 한 수전 B. 앤서니 달러(Susan B. Anthony dollar)를 발행했다. 앤서니는 유통 목적으로 발행한 미국 주화에 모습이 담긴 최초의 실제 여성이 됐다. 수전 B. 앤서니 달러는 아이젠하워 달러와 마찬가지로 백동으로 만들었으나 크기와 무게가 줄어들었다. 그러나 유통 노력에도 불구하고 수전 B. 앤서니 달러도 대중에게 부정적인 반응을 얻었다. 수전 B. 앤서니 달러는 색과 크기, 도안이 쿼터 주화와 비슷해 이따금 혼동되기도 했다.
수전 B. 앤서니 달러의 발행은 1981년에 중지됐다. 1999년에 미국 재무부의 주화 보유량이 적어 다시 발행했다.

### 아메리칸 실버 이글
아메리칸 실버 이글(American Silver Eagle)은 미국의 공식 지금형 은화다. 1986년 11월 24일에 처음 발행했으며 99.9% 순은 1 트로이 온스를 함유하고 액면가는 1달러다.

### 새커거위아 달러
1997년에 미국 의회는 수전 B. 앤서니 달러의 보유분이 곧 고갈될 것으로 예측하고 새커거위아 달러(Sacagawea dollar) 발행 법안을 통과시켰다. 새커거위아 달러는 황동으로 만들었기 때문에 황금색을 띤다.
현재 새커거위아 달러 약 10억 개가 유통 중이며 약 2억 5천만 개는 보관 중이다. 미국 조폐국은 2001년 이후로 새커거위아 달러의 발행량을 크게 줄였다. 2002년부터 2008년까지는 수집용으로만 발행하고 일반 유통 목적으로는 발행하지 않았으며, 2009년부터는 뒷면을 미국의 원주민 시리즈로 바꾸었다. 미국의 원주민 시리즈도 2012년부터 일반 유통 목적으로는 발행을 중지했다. 새커거위아 달러는 널리 쓰이지 않으며 대중교통 승차권 판매기나 동전 세탁소, 구형 슬롯 머신 등에서 쓰인다. 반면에 에콰도르나 엘살바도르, 파나마 등 미국 달러가 쓰이는 라틴아메리카 지역에서는 새커거위아 달러가 많이 쓰인다. 이는 현지 주민들이 1달러 지폐보다 위조의 위험성이 더 적은 1달러 주화를 선호하기 때문이다.

### 대통령 달러
2005년 12월에 미국 의회는 전직 미국의 대통령들을 기리고자 새로운 1달러 동전을 발행하기로 결정했다. 2007년에 조지 워싱턴과 존 애덤스, 토머스 제퍼슨, 제임스 매디슨을 도안으로 한 주화가 발행됐으며 매년 각 4명씩 발행하기로 했다. 대통령 달러(Presidential dollar) 시리즈는 50주 쿼터 주화처럼 달러 주화를 향한 관심을 불러일으키고자 시작했다. 연방 법에 따라 생존 대통령은 발행의 대상이 될 수 없으며 사망한 지 2년이 지나야 한다. 대통령 달러는 새커거위아 달러와 크기 및 구성이 같다.
유통 목적의 대통령 달러 발행은 2011년 12월 11일에 중지됐다.

### 미국의 혁신 달러
2018년 7월 20일에 미국의 대통령 도널드 트럼프는 미국의 혁신 달러(American Innovation dollar) 주화를 발행하는 법안에 서명했다. 미국의 혁신 달러는 미국의 각 주와 워싱턴 D.C., 푸에르토리코, 괌, 아메리칸사모아, 미국령 버진아일랜드, 북마리아나 제도에서 있었던 혁신적인 일과 혁신가들을 기리기 위해 발행하며 일반 유통 목적으로는 발행하지 않는다.

## 같이 보기
- 미국 1달러 지폐